# Jacques Cartier
Pour les articles homonymes, voir Jacques Cartier (homonymie) et Cartier.
Jacques Cartier, né vers 1491 à Saint-Malo où il y meurt le 1er septembre 1557, est un navigateur et explorateur français de Bretagne. Mandaté par le roi de France François Ier, il atteint en mai 1534 le golfe du Saint-Laurent et explore les territoires alentour, auxquels il donne le nom de « Canada », tiré du mot iroquoien kanata (« village »). Il y effectue un second voyage en 1535-1536, et un troisième en 1541-1542 qui constitue l'une des premières tentatives de colonisation française des Amériques.
Auteur de cartes aujourd'hui perdues et de Relations, récits de ses voyages, Jacques Cartier est le premier Européen à décrire et dénommer cette région et ses habitants, à une époque où les Espagnols sont déjà installés dans les îles Caraïbes, au Mexique et en Amérique centrale, et commencent la conquête du Pérou.

## Généalogie

### Registres paroissiaux concernant Cartier
Les registres paroissiaux de Saint-Malo manquent de 1472 à 1494, mais une copie en est conservée aux Archives départementales à Rennes. Un autre document disponible est la publication des bans de son mariage avec Catherine des Granges (Granches), en avril 1520.

### Débat sur la date de naissance
Certains placent la date de sa naissance le 23 septembre 1491. D'autres placent la date de naissance et le baptême de Cartier le 31 décembre 1493, mais en raison de multiples erreurs et oublis du prêtre tenant le registre, il ne s'agit que d'une hypothèse,. D'autres sources contredisent aussi cette information.

### Lieu de naissance
Jacques Cartier est né dans l'une des trois anciennes paroisses, devenues communes, Saint-Malo, Saint-Servan et Paramé en 1789  qui forment, depuis la fusion de 1967, l'actuelle commune de Saint-Malo. Ces trois anciennes communes se disputent l'honneur de l'avoir vu naître, sans qu'on puisse avoir de certitude. L'hypothèse d'une naissance intra-muros semble la moins fondée ; les arguments en faveur de Saint-Servan et de Paramé ne permettent pas de les départager[réf. nécessaire].

### Famille
Depuis la seconde moitié du XIXe siècle, les historiens considèrent Jacques Cartier comme le fils de Jamet Cartier et de Jesseline (ou Geseline) Jansart, bien qu'aucun document d'archives ne l'atteste.
S'il est bien le fils de ces derniers, il a eu deux frères, Lucas et un autre (de prénom inconnu) né en 1494, et une sœur, Berteline.
Son testament daté du 19 mai 1541 cite une autre sœur nommée Jehanne. Selon Frédéric Joüon des Longrais, il faudrait ajouter à la liste de sa fratrie un Jehan Cartier qui a deux enfants dont Jacques Cartier est le parrain.

### Mariage et descendance
Au début d'avril 1520, Jacques Cartier épouse Catherine des Granges, fille de Jacques des Granges, connétable de la ville de Saint-Malo, et de Françoise Du Mast,.
Ce mariage améliore considérablement la condition sociale de l'époux, car la famille des Granges est une des familles les plus considérables de la ville à cette époque.
De cette union ne naîtra aucune descendance.

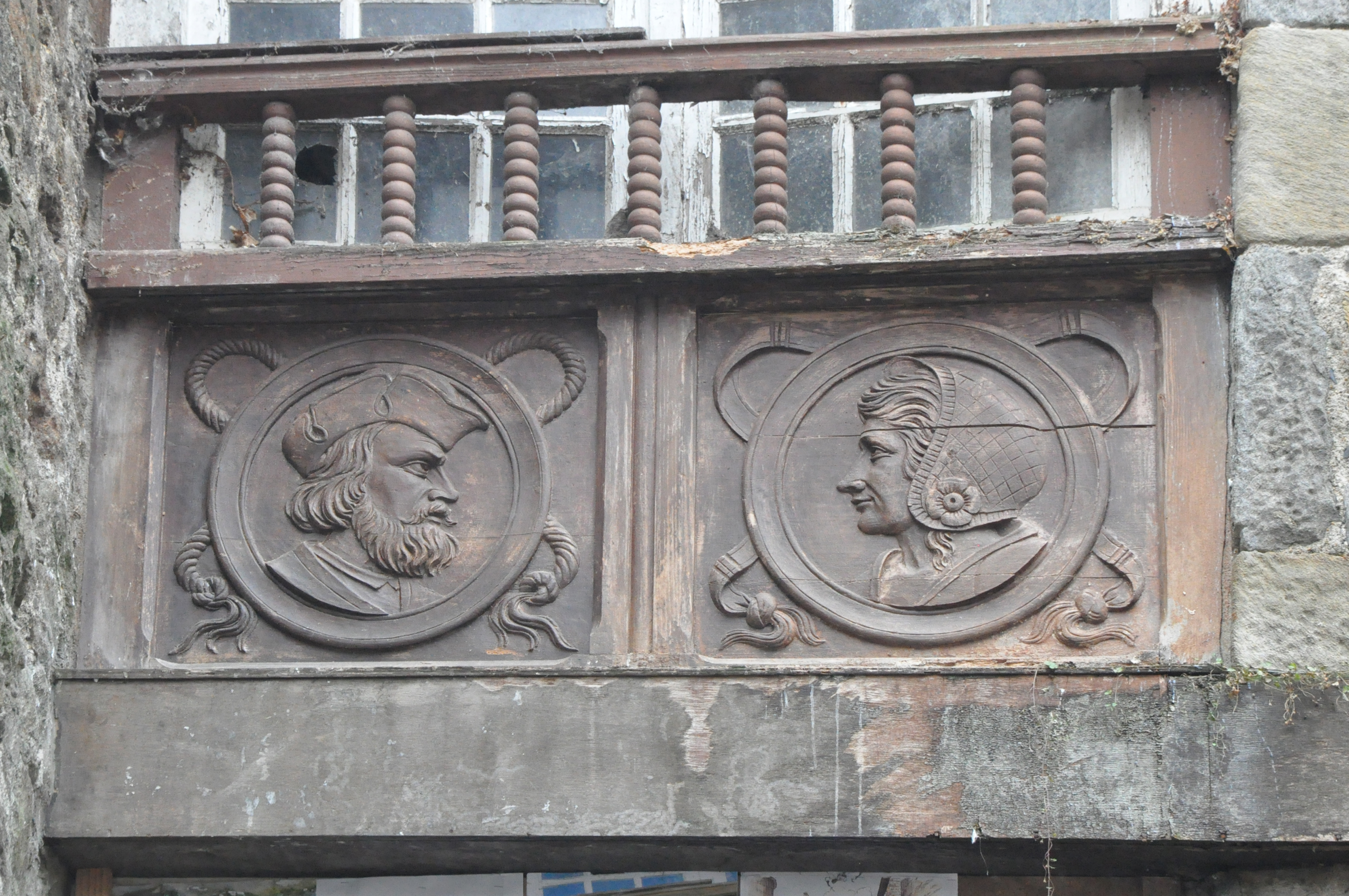
Médaillons représentant Jacques Cartier et son épouse Catherine des Granges. Façade d'une maison du centre historique de Saint-Malo, en haut de l'escalier de la Grille.

## Biographie

### Formation
Jacques Cartier a probablement fait, comme tout fils de pêcheur malouin morutier, un apprentissage de mousse et de matelot.
En 1520, lors de son mariage, il est présenté dans le contrat comme « Jacques Cartier, maistre pillote ès port de Saint-Malo ».

### Carrière maritime avant 1532

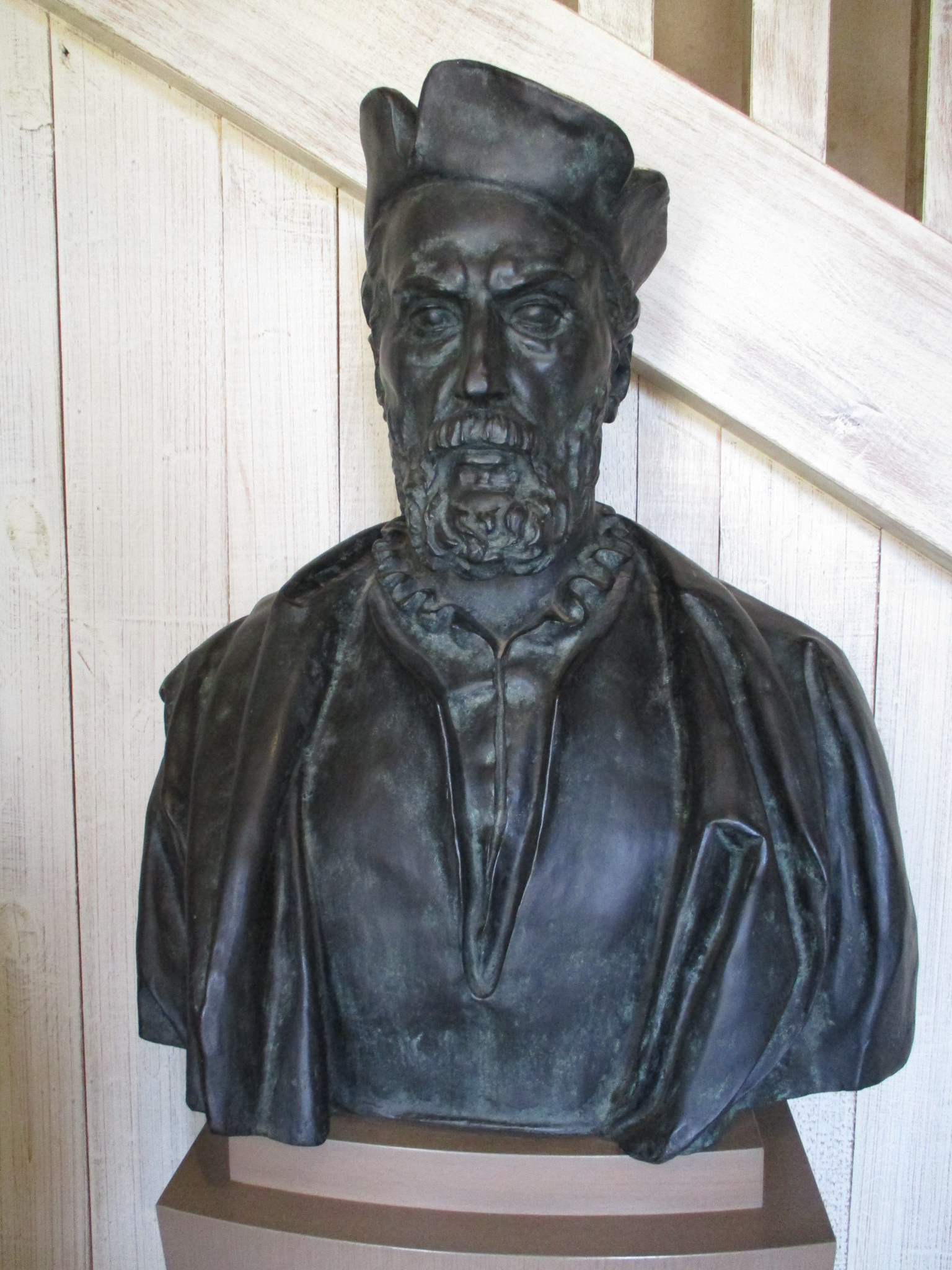
Buste de son musée-manoir de Limoëlou de Saint-Malo.

Aucun autre document connu n'évoque sa carrière de pilote avant les années 1530. Et, dans la mesure où l'on ne connaît pas le ou les auteurs des récits relatant les voyages de Cartier, il serait vain d'y chercher quelques indices sur sa personnalité et sa carrière maritime avant 1530.
Plusieurs historiens pensent qu'il a pu accompagner avant 1532 une campagne de pêche vers Terre-Neuve, car cette zone était fréquentée des pêcheurs basques et bretons.
Certains suggèrent aussi qu'il a pu participer à l'un des voyages d'exploration de la côte brésilienne par les marins normands sous pavillon dieppois, étant donné que : 
- Cartier fait de fréquentes comparaisons, dans ses récits de voyage, entre les Amérindiens de la Nouvelle-France et ceux du Brésil — contribuant par ses récits au mythe du bon sauvage — ;
- il connait le portugais, intervenant à plusieurs occasions comme interprète de langue portugaise durant ses années de retraite après 1542.

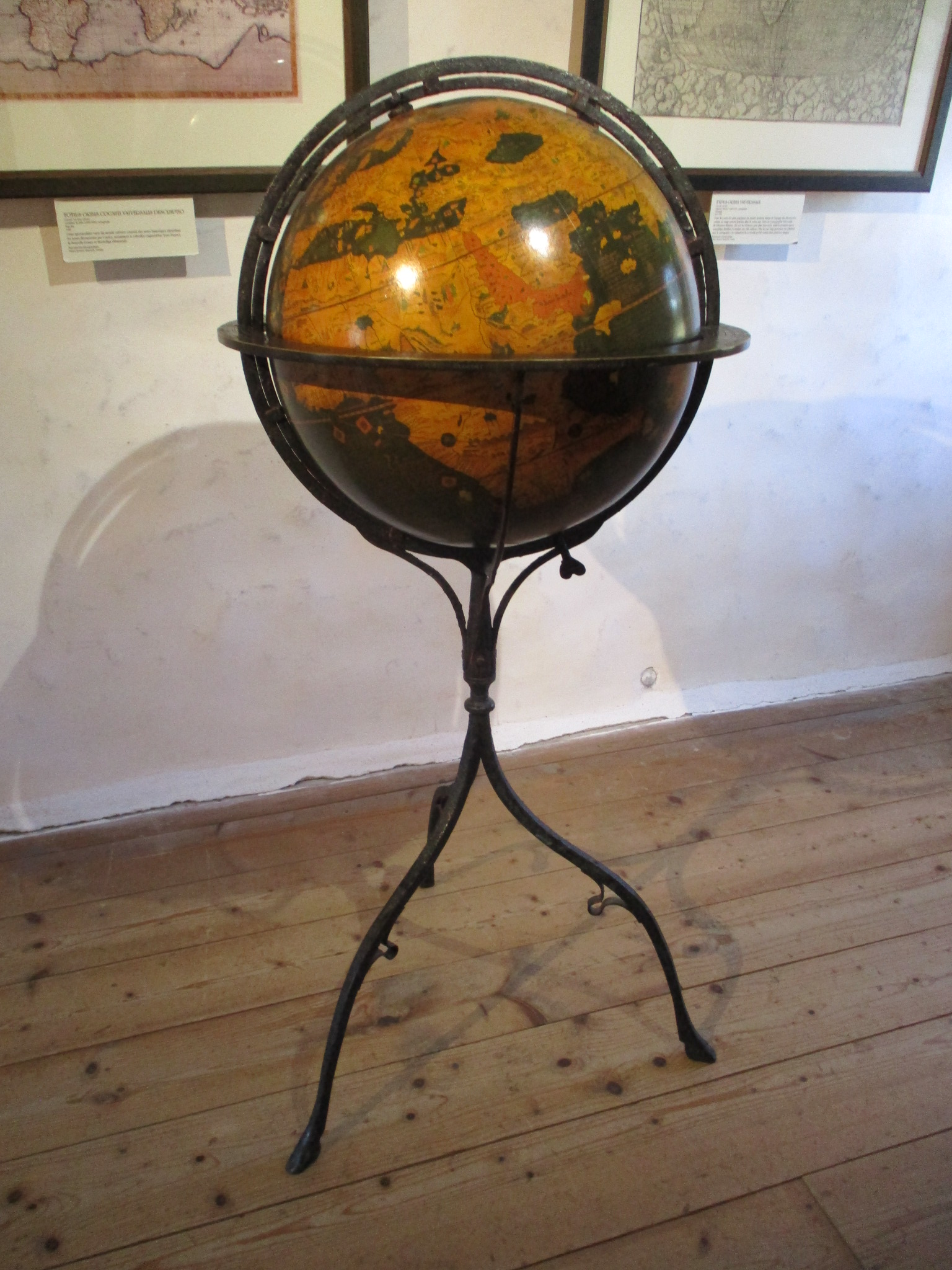
Mappemonde ancienne de l'époque, de son musée-manoir de Limoëlou de Saint-Malo.

Par ailleurs, les Dieppois ont organisé en 1508 une expédition vers le fleuve Saint-Laurent, avec les capitaines Jean Cousin, Thomas Aubert et Giovanni da Verrazzano, qui ont donné au fleuve ce nom de « Saint-Laurent ».

### Cartier reçoit une commission de FrançoisIer

#### Motifs du choix de Cartier par le roi

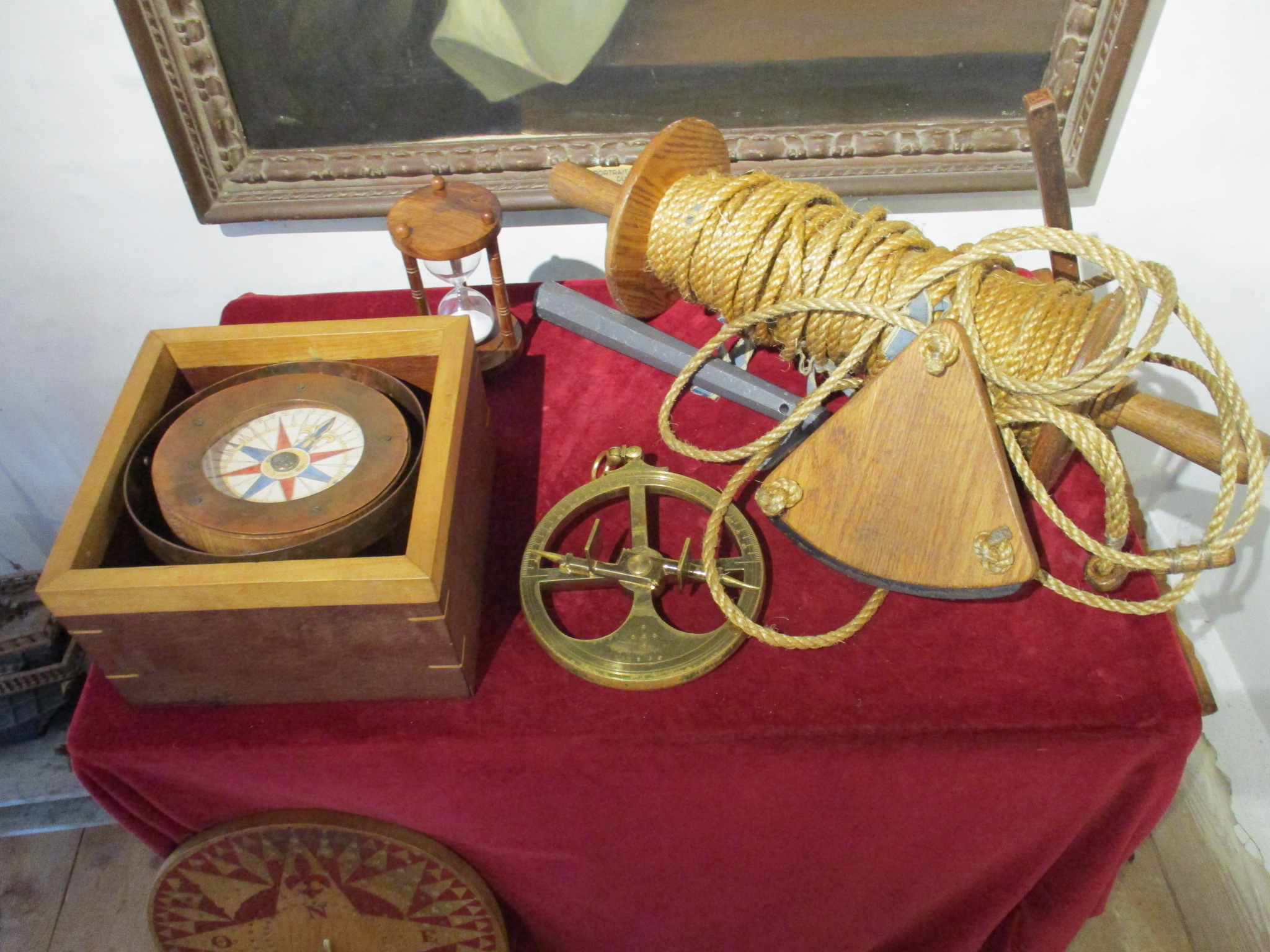
Instruments de navigation d'époque, compas de navigation, astrolabe, sablier marin, et loch.

Pour expliquer la genèse du premier voyage de 1534, et connaître les circonstances entourant le choix de Cartier par François Ier, deux documents postérieurs aux événements et relatant les faits de façon différente, sont utilisés par les historiens. Le premier, le plus anciennement connu, est tiré de l'Histoire de la Nouvelle France de l'avocat Marc Lescarbot. Selon lui, c'est Jacques Cartier qui, en 1533, aurait proposé ses services à l'amiral de France Philippe Chabot, qui « les representa à sa Majesté, & fit en sorte que le dit Quartier eut la charge ». Lescarbot est le seul à donner cette version des faits, mais il y a des arguments qui la soutiennent. En effet, Jacques Cartier avait donné le nom de l'amiral à l'île Brion, située dans le golfe du Saint-Laurent, et qui a préservé ce toponyme honorifique jusqu'à aujourd'hui. Parmi les raisons qui poussaient les chefs d'expédition à nommer un nouveau territoire, il y avait celle d'honorer les principaux maîtres d'œuvre du voyage.

#### Circonstances de sa nomination

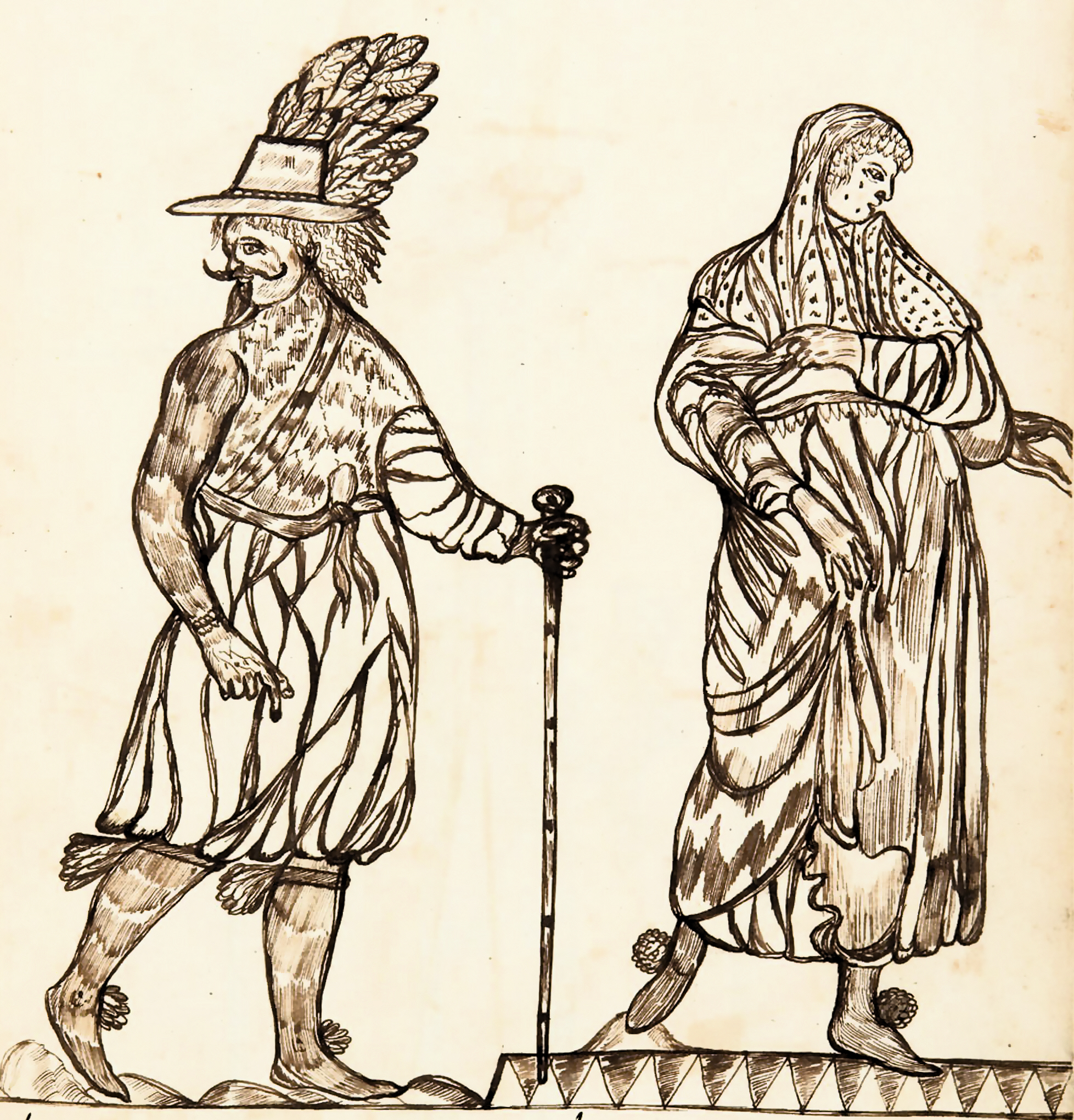
Jacques Cartier, marin de St-Malo fut envoyé en Nouvelle-France par François Ier Roi de France et de Navarre, qui le nomma chef d'escadre pour aller découvrir la situation du fleuve St-Laurent et de la Nouvelle-France, une illustration du Codex canadensis, par Louis Nicolas, c. 1675-1682.

En 1532, alors qu'une guerre éclate entre la couronne du Portugal et les armateurs normands au large du Brésil, il est présenté à François Ier par Jean Le Veneur, évêque de Saint-Malo et abbé du Mont-Saint-Michel, qui évoque des voyages que Cartier aurait déjà faits « en Brésil et en Terre-Neuve », pour affirmer qu'il était à même « de conduire des navires à la découverte de terres nouvelles dans le nouveau monde ».
Recevant cette commission du roi de France, il devient « capitaine et pilote pour le Roy ayant charge de voiaiger et allez aux Terres Neuffves passez le destroict de la baye des Chasteaulx » et succède ainsi à Giovanni da Verrazzano.

### Le premier voyage (1534)

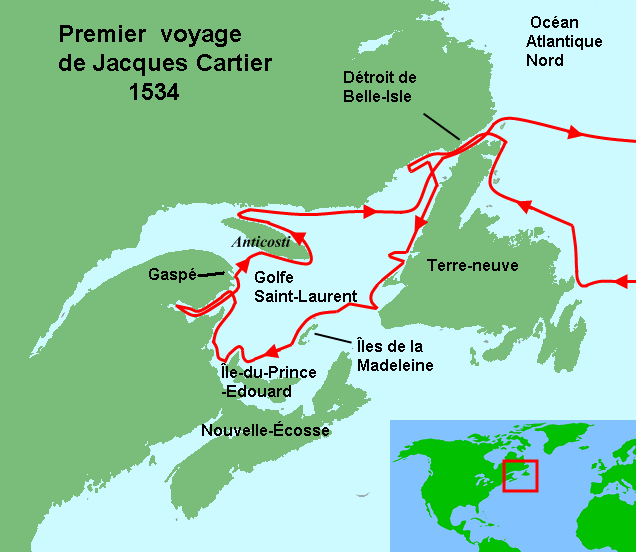
Carte du premier voyage de Jacques Cartier.

Après seulement vingt jours de traversée (du 20 avril au 10 mai), Cartier atteint Terre-Neuve, avec ses deux navires et un équipage de 61 hommes. Il explore minutieusement le golfe du Saint-Laurent à partir du 10 juin. À noter cependant que le calendrier est alors en retard de 10 jours sur le calendrier grégorien instauré en 1582, et donc un anniversaire exact du début de la traversée tomberait le 30 avril au lieu du 20, pour ne donner qu'un exemple.

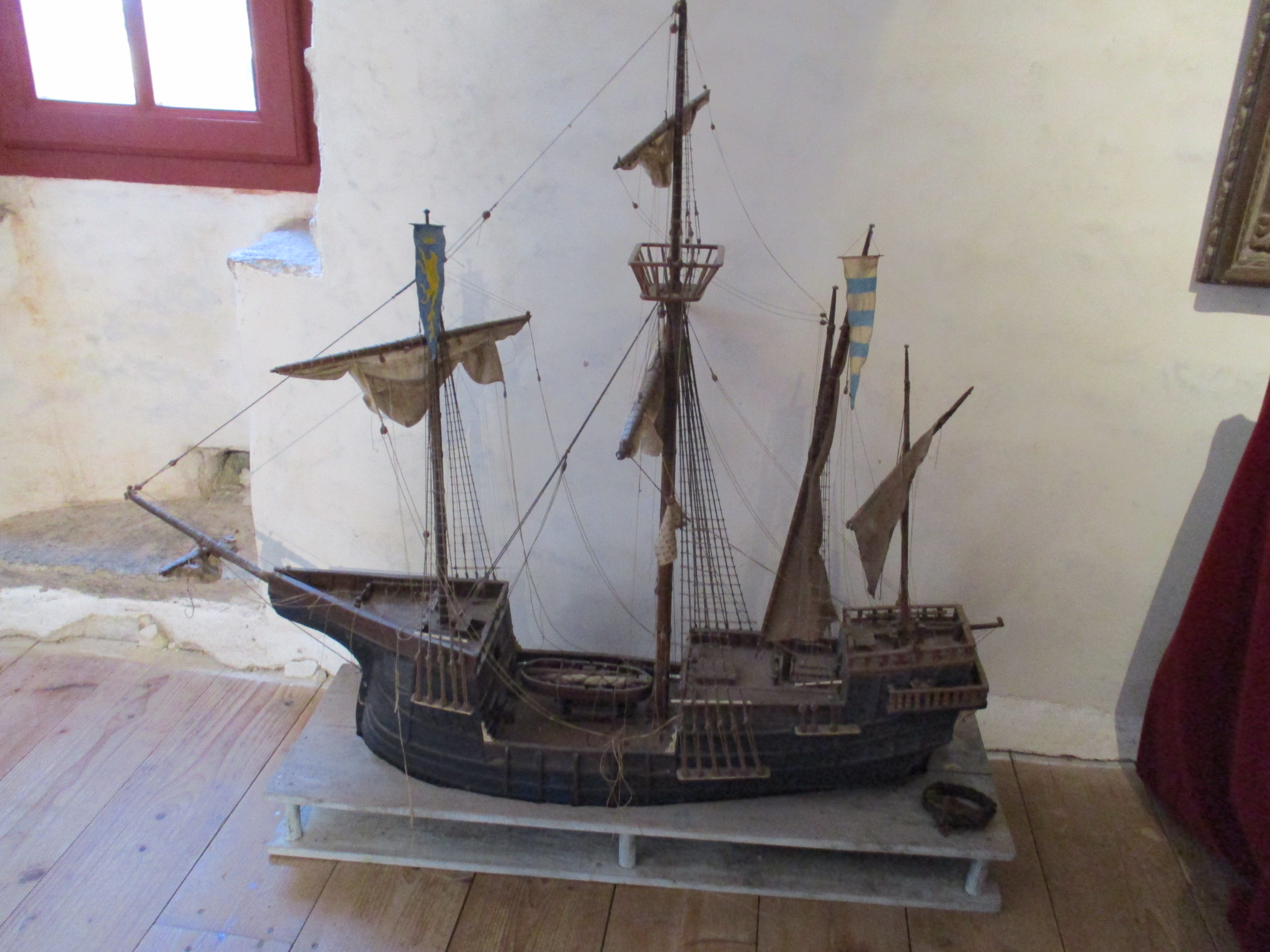
Modèle réduit d'un des navires caraques de Jacques Cartier, variante de la Santa María de la première expédition de 1492 de Christophe Colomb. Manoir de Limoëlou.

Le 12 juin, lors de la reconnaissance de nouveaux lieux et la dénomination de nouvelles rivières, Jacques Cartier et ses marins aperçurent, un peu à l'écart de la rivière qu'ils venaient de nommer Saint-Jacques, un grand navire originaire de La Rochelle, dont l'équipage, après une longue campagne de pêche à la morue, avait perdu son chemin au milieu des nombreuses îles du golfe du Saint-Laurent. Ils allèrent à bord de ce navire pour le conduire vers un lieu plus commode pour s'orienter, qu'ils appelèrent « Havre Jacques-Cartier ».

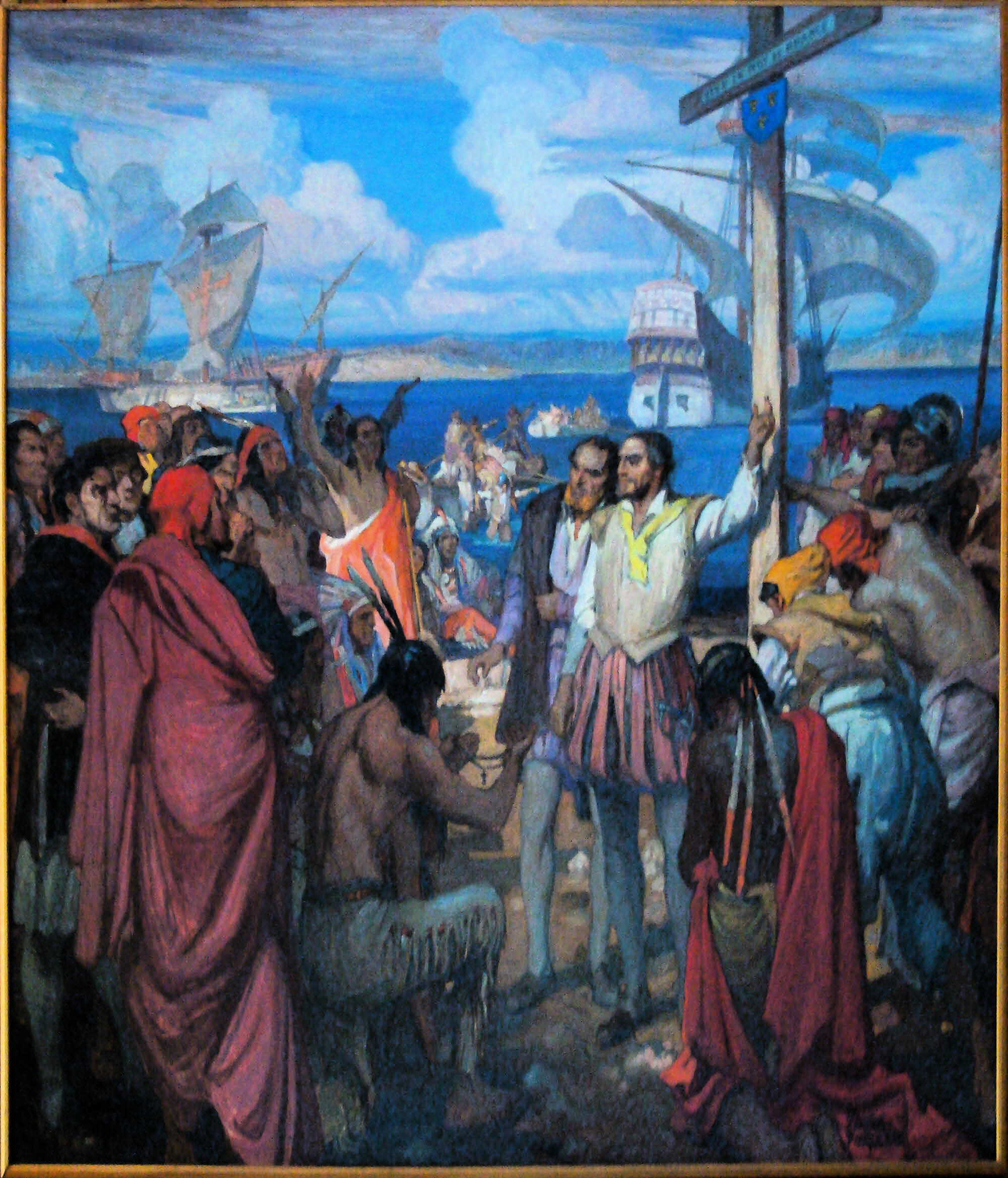
Peinture dans la cathédrale de Gaspé montrant l'arrivée de Jacques Cartier à Gaspé en 1534.

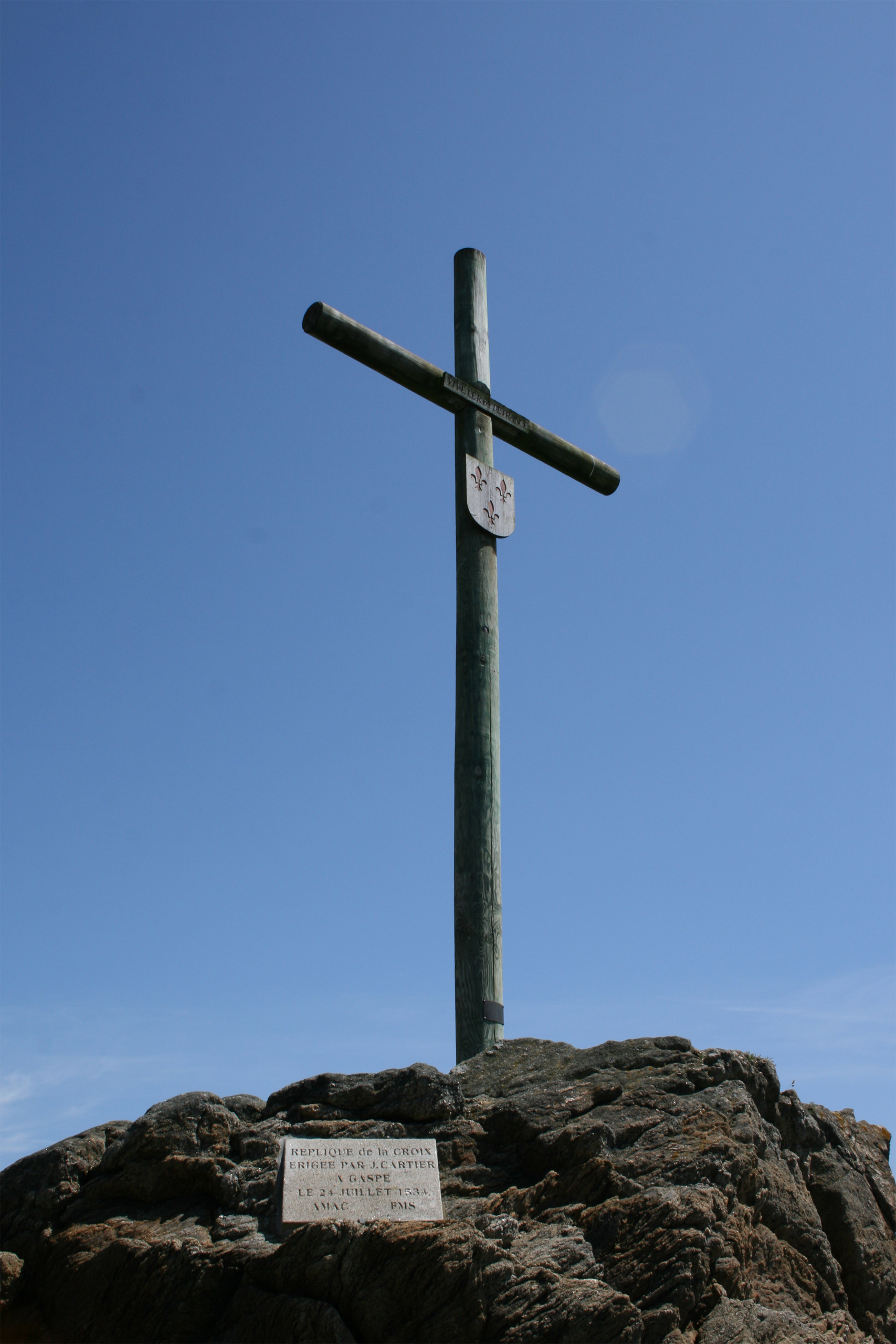
Réplique, à la Tour Solidor (Saint-Malo), de la Croix de Gaspé érigée par Jacques Cartier à Gaspé le 24 juillet 1534- 1534.

Le lundi 16 juillet, Jacques Cartier et son équipage entrent en contact avec les premiers Amérindiens de la Nation micmac, au large de la baie des Chaleurs. Les jours suivants, la confiance s'installe entre les marins et les autochtones, avec échanges de colifichets, couteaux, tissus… contre des peaux d'animaux.
Le vendredi 24 juillet, il met pied à terre à Gaspé, y plante une croix de trente pieds, revendiquant la région pour le roi de France. La troupe des Français y rencontre des Iroquoiens du Saint-Laurent, venus pour la pêche, qui les accueillent sans grand plaisir. Le chef amérindien, Donnacona, après protestations, finit par permettre à Cartier d'amener deux de ses « fils » en France. La rentrée à Saint-Malo se fait le 5 septembre après une autre courte traversée de 21 jours.

### Le deuxième voyage (1535-1536)

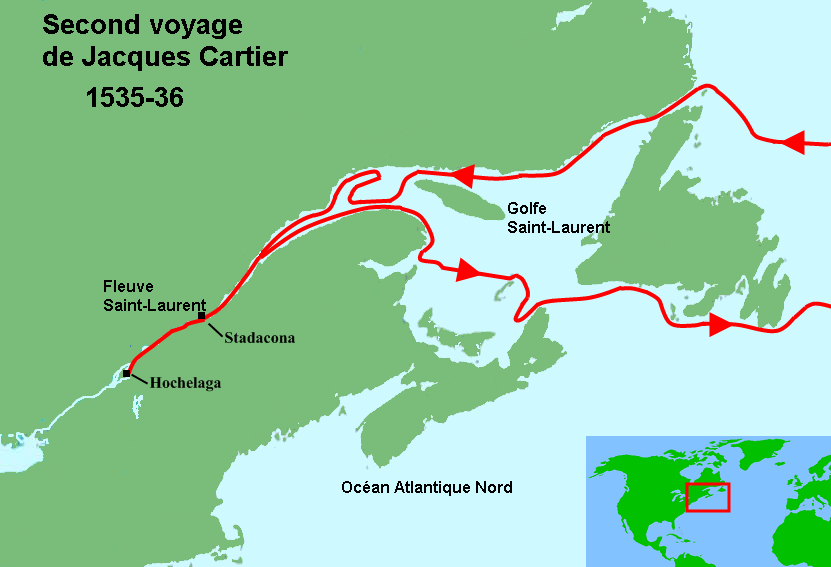
Carte du second voyage de Jacques Cartier.

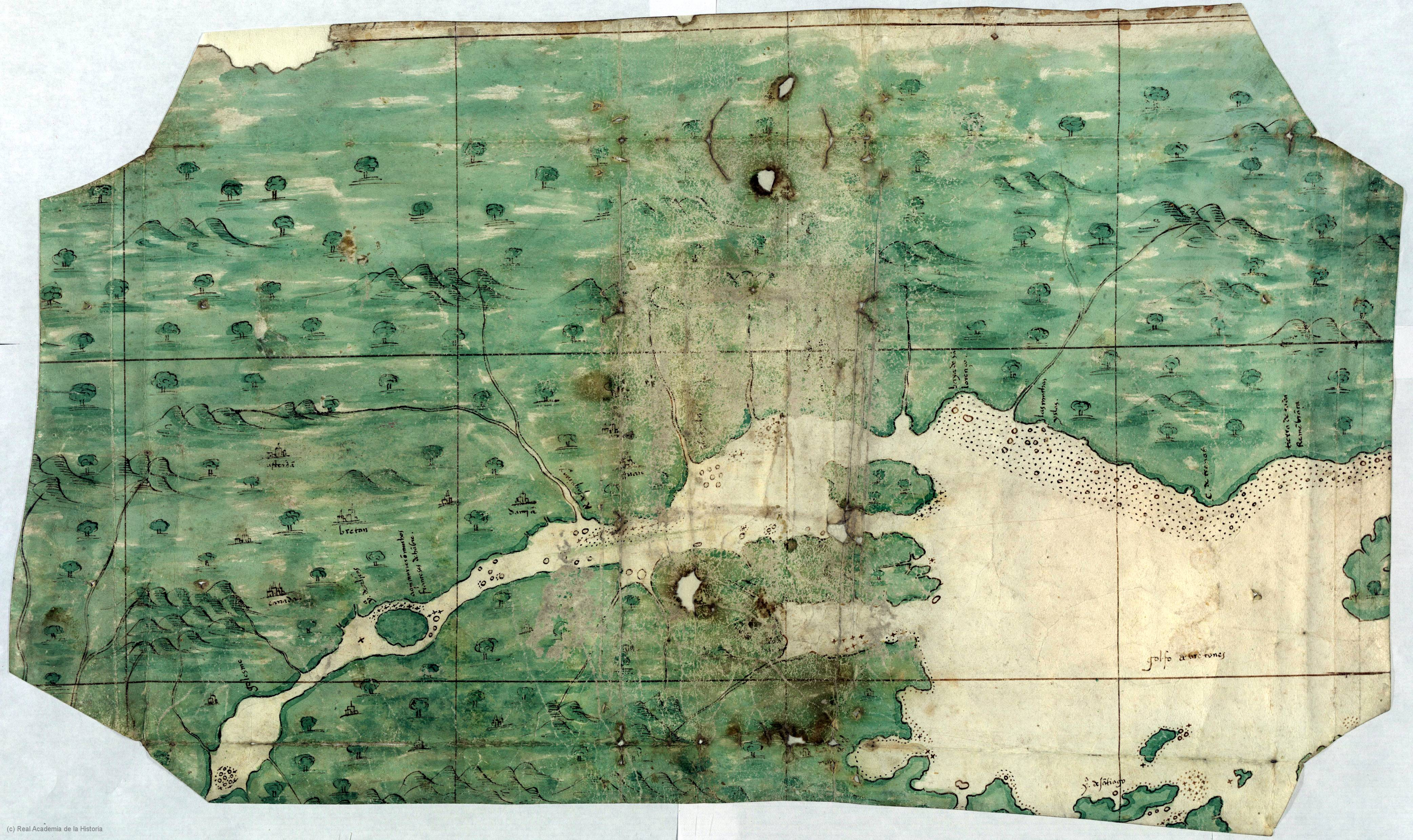
Cette carte espagnole de la région du Saint-Laurent, de ca. 1541, contient une légende face à l'« isla de Orliens » qui dit : Ici sont morts de faim beaucoup de Français.

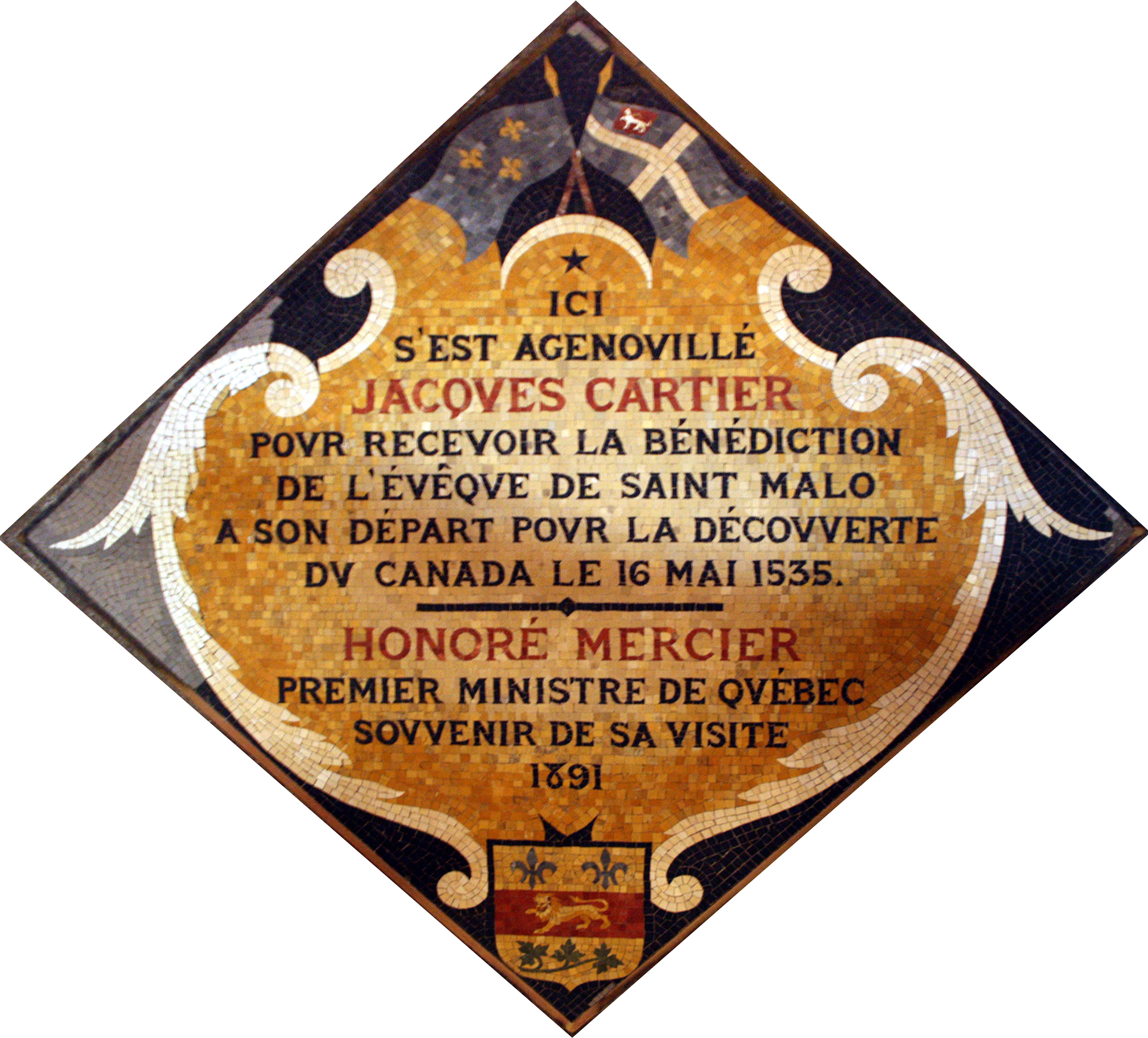
Commémoration du départ de Jacques Cartier sur le sol de la cathédrale Saint-Vincent à Saint-Malo.

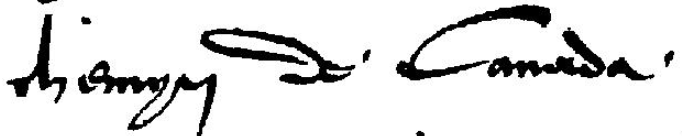
Août 1535. Une des toutes premières écritures de "Canada" dans le journal de Cartier. Le "chemyn De Canada" dans la bouche de ses guides désigne le fleuve qui guidera Cartier vers le lieu-dit Canada

Le deuxième voyage a lieu en 1535–1536 et débute le 19 mai 1535. Cette expédition compte trois navires, La Petite Hermine (60 tonneaux), L'Émérillon (40 tonneaux) et la nef qui transporte Cartier, la Grande Hermine (120 tonneaux). Quinze mois de vivres ont été prévus. Ramenés de France par Cartier, les deux « fils » (neveux ?) du chef Donnacona, Taignoagny et Domagaya, parlent maintenant français. Recourant à leurs connaissances, Cartier remonte alors le cours du Saint-Laurent, découvrant qu'il navigue sur un fleuve, lorsque l'eau devient douce. Le 3 septembre, il signale dans son journal de bord avoir aperçu des bélugas dans le fleuve. À l'île d'Orléans, le 7 septembre, devant Stadaconé, ils retrouvent le chef Donnacona.
Le chef essaie de dissuader les Français de remonter le fleuve : il veut s'assurer du monopole du commerce. Cartier refuse et donne congé aux deux « fils ». Il ira donc en amont sans interprète. Une partie des hommes restent et construisent un fortin, préparant le premier hivernage connu de Français au Canada. Cartier continue à remonter le fleuve sur l'Émérillon, dont bientôt le tirant d'eau interdit de poursuivre au-delà du lac Saint-Pierre : il y ancre l’Émérillon et l'équipage poursuit en barques.

#### À Hochelaga

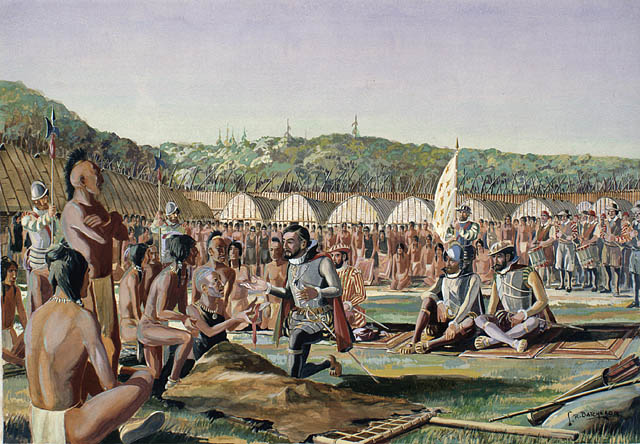
Aquarelle représentant Jacques Cartier visitant le village de Hochelaga le 3 octobre 1535.

Le 2 octobre 1535, Jacques Cartier et ses compagnons arrivent dans la région du village iroquoien nommé Hochelaga. La nuit venue, ils se retirent tous à bord des barques. Tôt le lendemain matin, avec ses gentilshommes et vingt mariniers armés, Cartier entreprend à pied le chemin vers ce village, sur une voie bien aménagée. Marchant ainsi deux lieues (environ 8 km), ils peuvent enfin apercevoir cette bourgade palissadée de tronc d'arbres, sur une colline et entourée de terres cultivées, pleines de maïs (dit « blé d'Inde »), ainsi qu'il décrira le paysage entourant Hochelaga. Il nommera mont Royal, cette montagne de l'île et de la ville qui est aujourd'hui nommée Montréal.
La bourgade n'a dans son rempart circulaire qu'une seule porte d'entrée (sortie). On y compte une cinquantaine de « maisons longues », communautaires. Le chef du village affirme que l'on peut continuer à remonter le fleuve vers l'ouest durant trois lunes et, de la rivière des Outaouais, se diriger vers le nord et pénétrer dans un pays où l'on trouve de l'or (qui est l'actuelle grande région de l'Abitibi).

#### Retour à Stadaconé,«terre de Canada»
Après cette visite d'un jour, les Français rebroussent chemin et arrivent le 7 septembre 1535 à « la terre et prouvynce de Canada », c'est-à-dire Stadaconé), région de Québec, afin d'hiverner au mouillage, à côté du fort Sainte-Croix, sur la rivière du même nom.
« …les deux ‘Voyages dudit Capitaine Iacques Quartier : le premier desquels estait imprimé mais le second ie l’ay pris ſur l'original preſenté au Roy écrit a la main, couvert  en ſatín bleu. Et en ces deux ie trouve dela diſcordance en une chose , c'eſt qu'au premier voyage il eſt mentionné que ledit Quartier ne paſſa point plus de quinze lieuës par delà le cap de Mont-morenci : &  en la relation du ſecond il dit qu’il ramena en la terre de Canada qui eſt au- Nort ~de l‘ile d'Orleans à plus de huit vingt lieuës dudit cap de Mont-morenci les deux Sauvages qu'il y avoit pris l'an précédent. »
— Marc Lescarbot

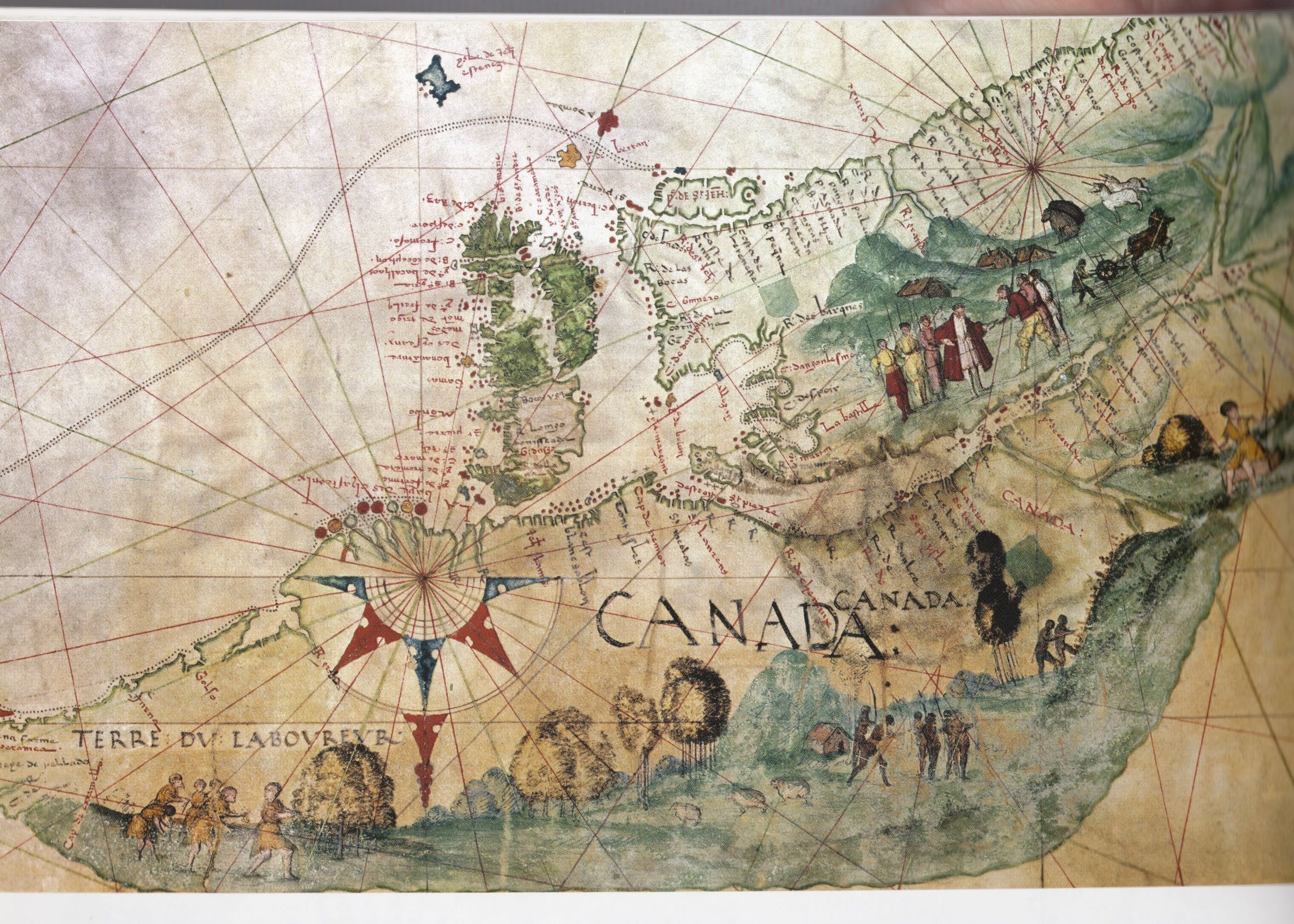
Carte montrant la nouvelle Terre de "Canada" produite vers 1542 par l'École de Dieppe, basée sur les écrits de Cartier 1535-1536. Le nord est en bas.

Les rapports avec les Iroquoiens du Saint-Laurent sont bons, malgré quelques disputes sans gravité, qui ne dégénèrent jamais en violence. Cartier découvre cependant les premiers scalps dans la maison de Donnacona. Il y goûte aussi le tabac, qu'il n'apprécie guère. L'hiver de l'Amérique du Nord arrive et surprend les Français, le fleuve gèle et emprisonne les navires. Cartier et ses hommes hivernent près de la rivière Sainte-Croix (maintenant dite rivière Saint-Charles, à Québec). Les hommes souffrent du scorbut, les Iroquoiens en sont aussi frappés, des Français meurent tandis que les Amérindiens s'en tirent beaucoup mieux. Cartier, épargné, découvre que les Micmacs se soignent d'une infusion de sapin baumier, l'« annedda ». Il applique le traitement à ses hommes et, bientôt, les guérisons se multiplient.
En avril, Cartier emmène Donnacona de force pour le présenter à François Ier avec ses deux « fils » (neveux ?) et sept autres Iroquoiens ; puis, profitant du dégel, il met le cap sur la France, abandonnant La Petite Hermine, « faute d’un équipage assez nombreux ». 25 des 110 équipiers étaient décédés du scorbut. Après un passage par Saint-Pierre-et-Miquelon, il retourne à Saint-Malo en juillet 1536, croyant avoir exploré une partie de la côte orientale de l'Asie.
Le Lieu historique national Cartier-Brébeuf commémore cet hivernage de Jacques Cartier.

### Le troisième voyage (1541-1542)

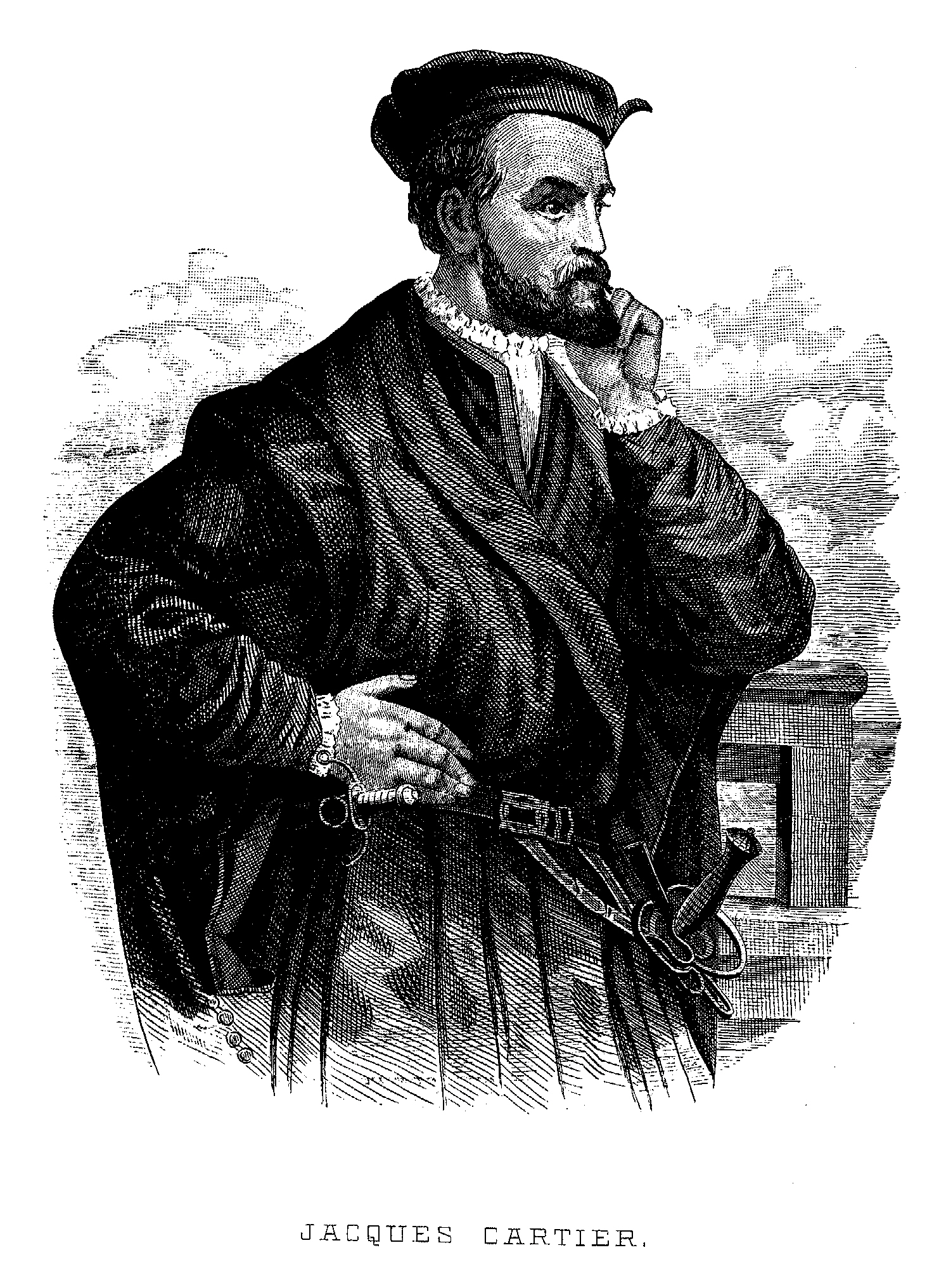
Jacques Cartier, gravure attribuée à Pierre-Louis Morin, vers 1854.

Donnacona, qui a compris ce que cherchent les Français (de l'or, des gemmes, des épices), leur fait la description qu'ils veulent entendre : celle du riche royaume de Saguenay. Sur ce, François Ier, bien qu'occupé par les menaces de Charles Quint, se laisse convaincre de lancer une troisième expédition avec pour instructions, cette fois, d'implanter une colonie.
L'organisation de l'expédition est confiée à Jean-François de La Rocque de Roberval, un homme de cour, ce que Cartier n'est pas. Il ne sera cette fois que le second de Roberval. La colonisation et la propagation de la foi catholique deviennent les deux objectifs. Donnacona meurt en France vers 1539, comme d'autres Iroquoiens du Saint-Laurent, d'autres s'y sont mariés, aucun ne reviendra de France. 
Roberval prépare l'expédition, arme cinq navires, embarque du bétail, libère des prisonniers pour en faire des colons. Roberval prend du retard dans l'organisation, et Cartier s'impatiente, puis il décide de s'engager sur l'océan sans l'attendre. Après une traversée calamiteuse, il arrive enfin sur le site de Stadaconé en août 1541, après cinq ans d'absence. Les retrouvailles sont chaleureuses malgré l'annonce du décès de Donnacona, puis les rapports se dégradent et Cartier décide de s'installer ailleurs.
Il fait édifier le fort de Charlesbourg-Royal (sur l'actuel site archéologique Cartier-Roberval) au confluent du Saint-Laurent et la rivière du Cap-Rouge, pour préparer la colonisation. Bientôt, l'hiver arrive et Roberval est toujours invisible, avec le reste de l'expédition. En attendant, Cartier accumule « l'or et les diamants », qu'il négocie avec les Iroquoiens du Saint-Laurent, qui disent les avoir ramassés près du camp. En 1542, Cartier lève le camp, rencontre Roberval à Terre-Neuve. Malgré l'ordre que ce dernier lui donne de rebrousser chemin et de retourner sur le Saint-Laurent, Cartier met le cap vers la France.
Aussitôt arrivé en France, il fait expertiser le minerai, apprenant qu'il ne rapporte que de la pyrite et du quartz, sans valeur. Sa mésaventure est à l'origine de l'expression « faux comme des diamants du Canada »… et du toponyme actuel, « cap Diamant », pour désigner l'extrémité est du promontoire de Québec.

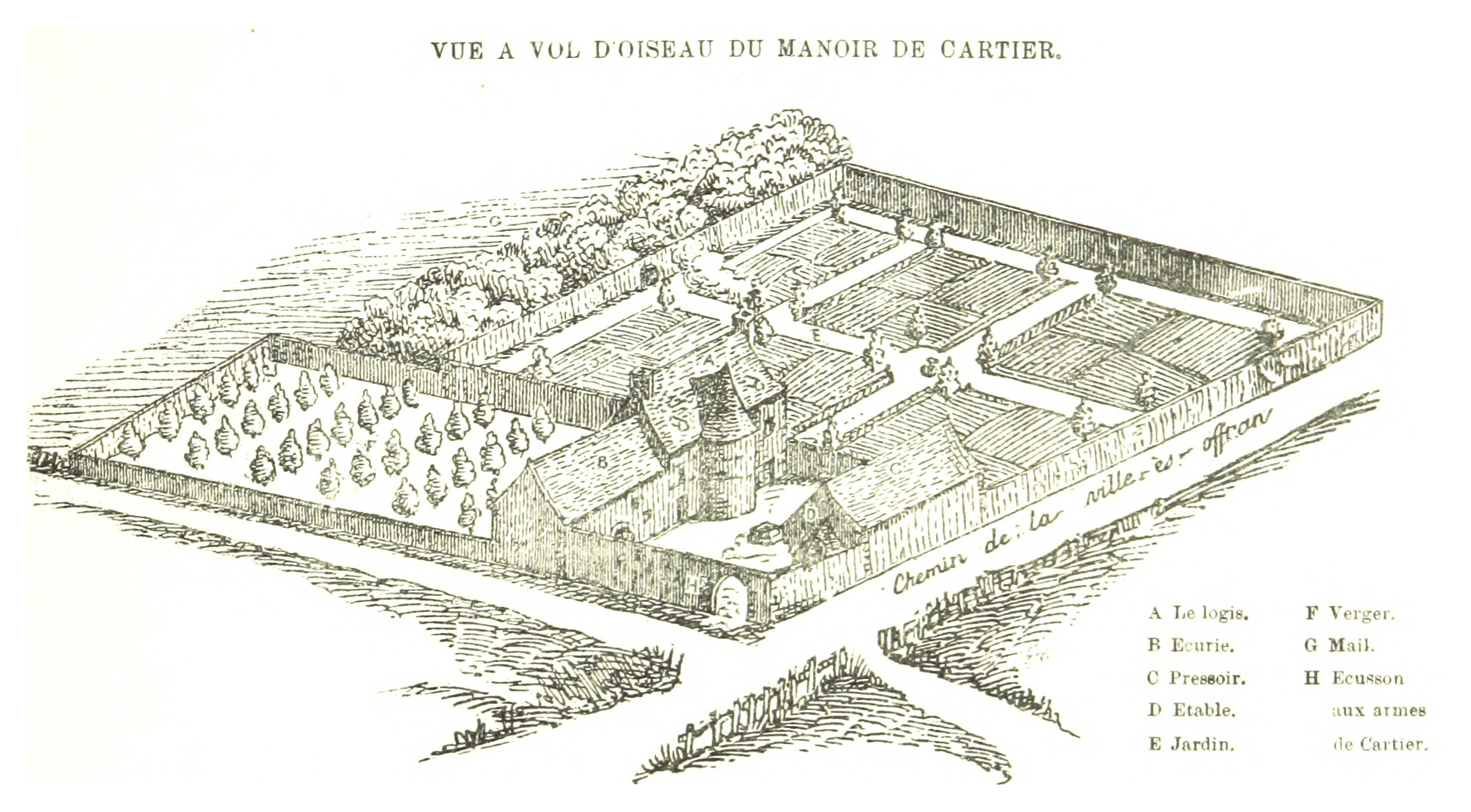
Son manoir de Limoëlou de Saint-Malo, en 1550.

### La retraite
La désillusion est grande, Cartier se consacre désormais à la vie de sa commune et se retire dans son manoir de Limoëlou à Rothéneuf, près de Saint-Malo. Notable ayant beaucoup voyagé, il est souvent consulté et on met à profit ses connaissances du portugais.

### Un notable de Saint-Malo
Son nom apparaît à de nombreuses reprises dans les archives malouines dans des actes de baptême (souvent comme parrain de l'enfant) et dans des procès (comme témoin ou juré). Il avait donc une bonne assise sociale.

#### Une bonne assise sociale: baptêmes et procès
Du 21 août 1510 au 17 novembre 1555, son nom est mentionné sur 58 actes de baptême, dont 35 où il apparaît comme parrain.
Il consolide également son réseau social en fréquentant la confrérie de Saint-Jean-Baptiste, dite « confrérie des Frères blancs ».
Il semble que, parallèlement au domaine maritime, Jacques Cartier s'intéressait au monde judiciaire, puisqu'en 1518, il avait en sa possession un livre intitulé Les loables Coustumes du pays & Duche de Bretaigne, dans lequel se trouvaient les règles juridiques bretonnes et les coutumes de la mer (rôles d'Oléron). C'est sans doute grâce à sa connaissance du droit qu'il était souvent sollicité comme témoin ou juré dans les tribunaux de Saint-Malo.

#### Le problème de l'anoblissement

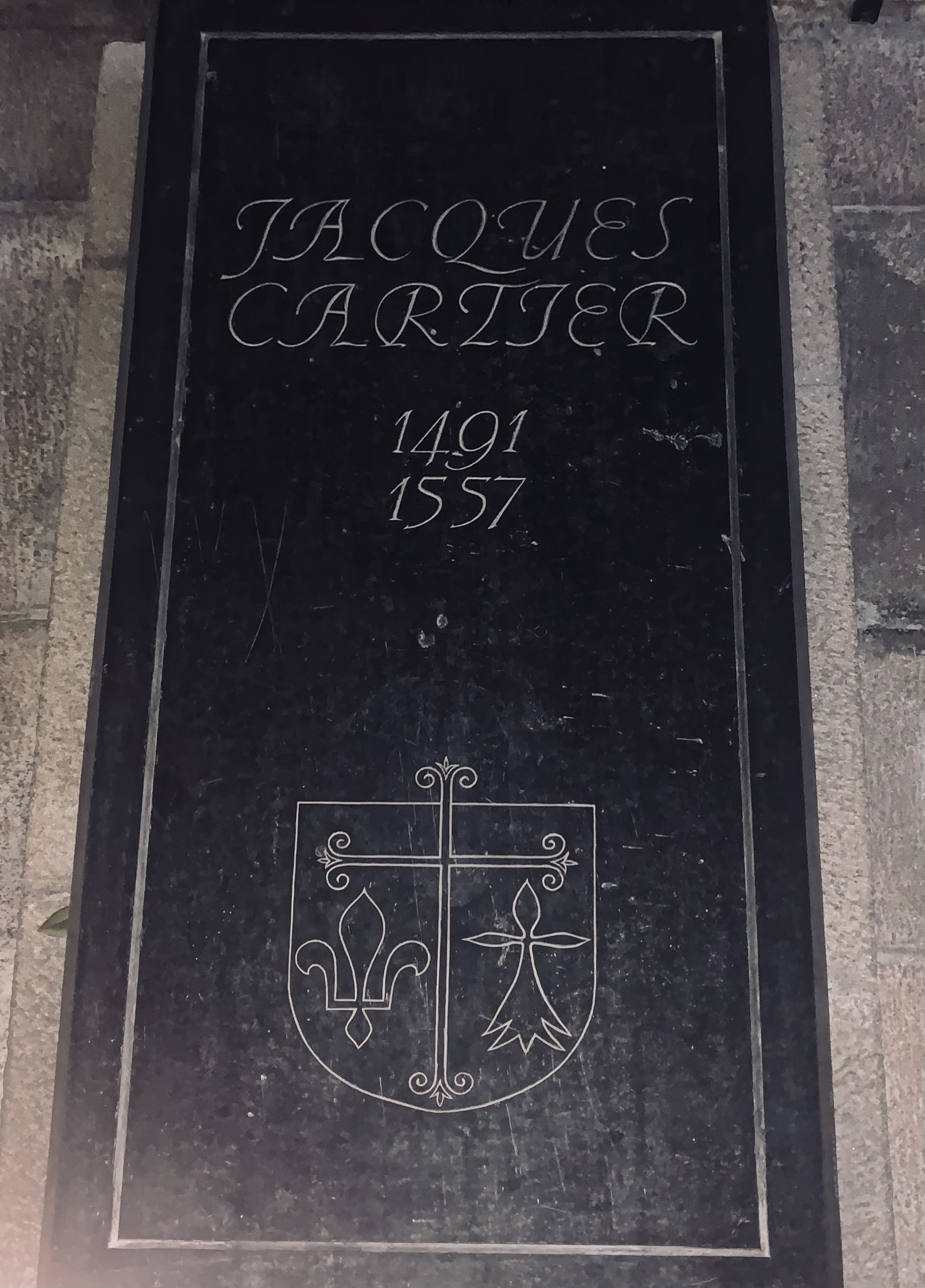
Dalle funéraire de Jacques Cartier dans la cathédrale Saint-Vincent de Saint-Malo.

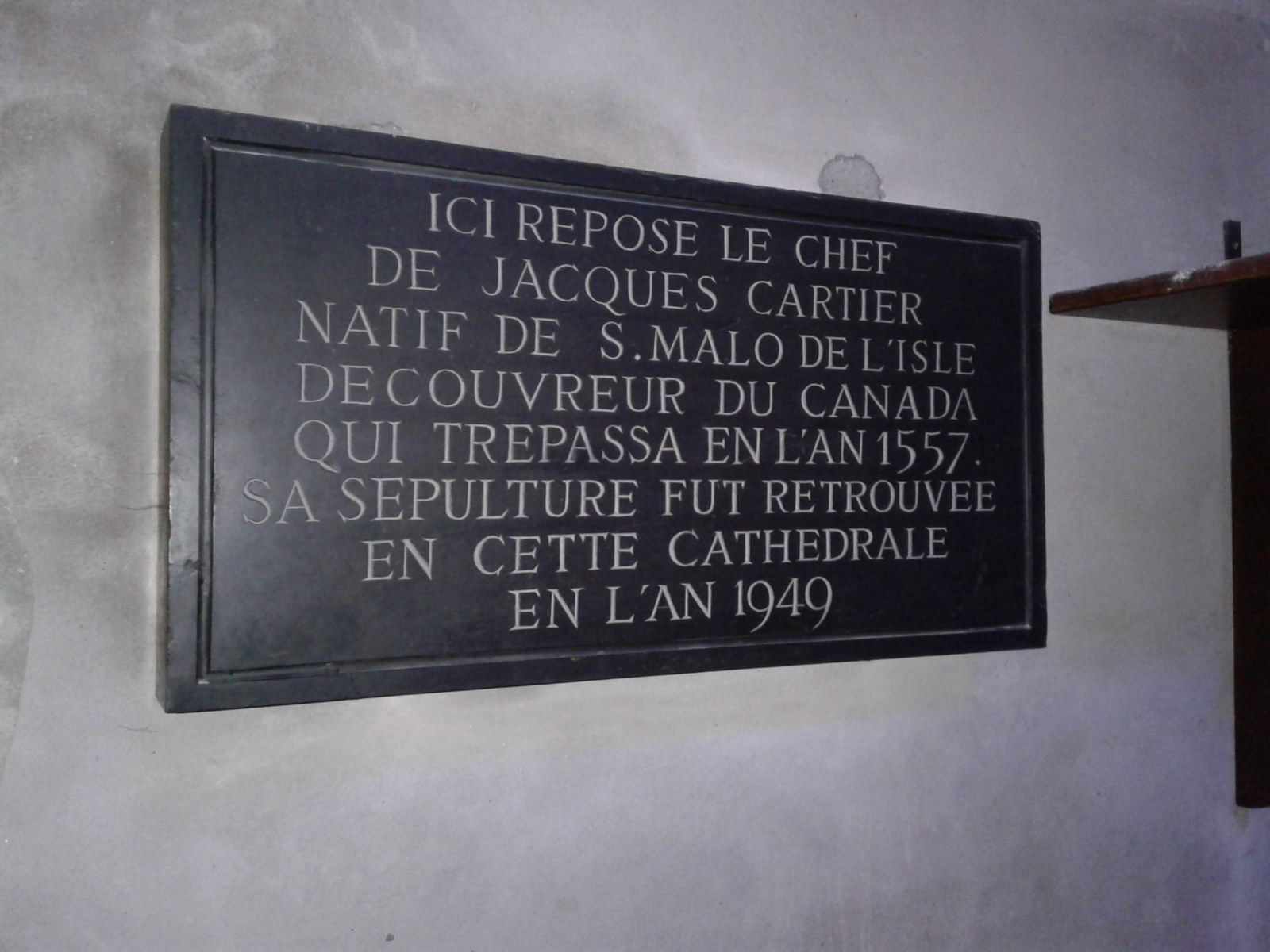
Plaque posée au-dessus de la tombe de Jacques Cartier mentionnant que seule sa tête y est présente.

Plusieurs historiens ont présumé qu'il a été anobli. D'autres en doutent ou en ont cherché en vain les preuves irréfutables ; le doute persiste.
Il est qualifié de « sieur de Limoilou », dans un acte du chapitre de Saint-Malo, du 29 septembre 1549 (mais le fait d'être « seigneur » d'un lieu ne garantit pas qu'on est juridiquement « noble ») ; dans un autre acte, du 5 février 1550, il porte le titre de « noble homme ».

### Décès et inhumation
Il meurt le 1er septembre 1557, alors que la peste sévit à Saint-Malo depuis le début de l'été.
D'après les papiers de famille des Garnier de Fougeray, son corps a été inhumé le jour même dans la cathédrale de Saint-Malo, par son parent et compère Michel Audiepvre.
Ses restes ont été retrouvés en 1949, lors de travaux dans la cathédrale.

## Publications

### Manuscrits et historique desRelations
Cartier n'est peut-être pas l'auteur des Relations, dont les manuscrits originaux sont tous perdus.
Le récit du second voyage de Cartier (1535-1536) est publié dès 1545 à Paris ; il ne reste que trois exemplaires connus de cette impression. Puis les Relations des premier et second voyages sont traduites en italien par Giovanni Battista Ramusio, publiées en 1556 et réimprimées à maintes reprises. Les textes italiens sont traduits en anglais par John Florio en 1580, puis en français en 1598 chez Raphaël du Petit Val.
Les manuscrits étant perdus, la Relation du troisième voyage de Cartier et la Relation du voyage de Roberval ne sont connues qu'à travers la traduction anglaise de Richard Hakluyt, publiée en 1600 probablement rédigés à partir d'originaux trouvés à Paris en 1583. Les voyages de Cartier sont ensuite rapportés dans les Histoire de la Nouvelle-France (largement diffusées) : celle de Lescarbot (1609-1617), et celle de Charlevoix (1744). Les textes des trois relations de Cartier et celle de Roberval, traduits de l'italien et de l'anglais, sont réunis pour la première fois en un tome publié à Québec en 1843.
D'autres renseignements émergent des archives d'Europe au cours de la seconde moitié du XIXe siècle, qui permettent de compléter le tableau et de réparer quelques erreurs. Trois copies manuscrites de la deuxième relation sont étudiées lors d'une édition de 1863.
En 1867, Henri Michelant trouva une copie manuscrite du premier voyage qu'il publia aussitôt, et qui fait depuis autorité (Ramé et Michelant 1867). Pour le deuxième voyage, il existe trois manuscrits à la Bibliothèque nationale de France : le 5653, aux armes de Charles IX, qui fut considéré comme l'original par Avezac et reproduit comme tel par la Société littéraire et historique de Québec, en 1843, le 5589 que l'archiviste canadien Henry Percival Biggar a publié en 1901, et a considéré comme l'original, et le 5644, défectueux, qui reproduit le texte du manuscrit 5653 à quelques variantes près.
Henry Percival Biggar fait le point en 1924, par l'étude critique des textes.

### Relationsdes voyages

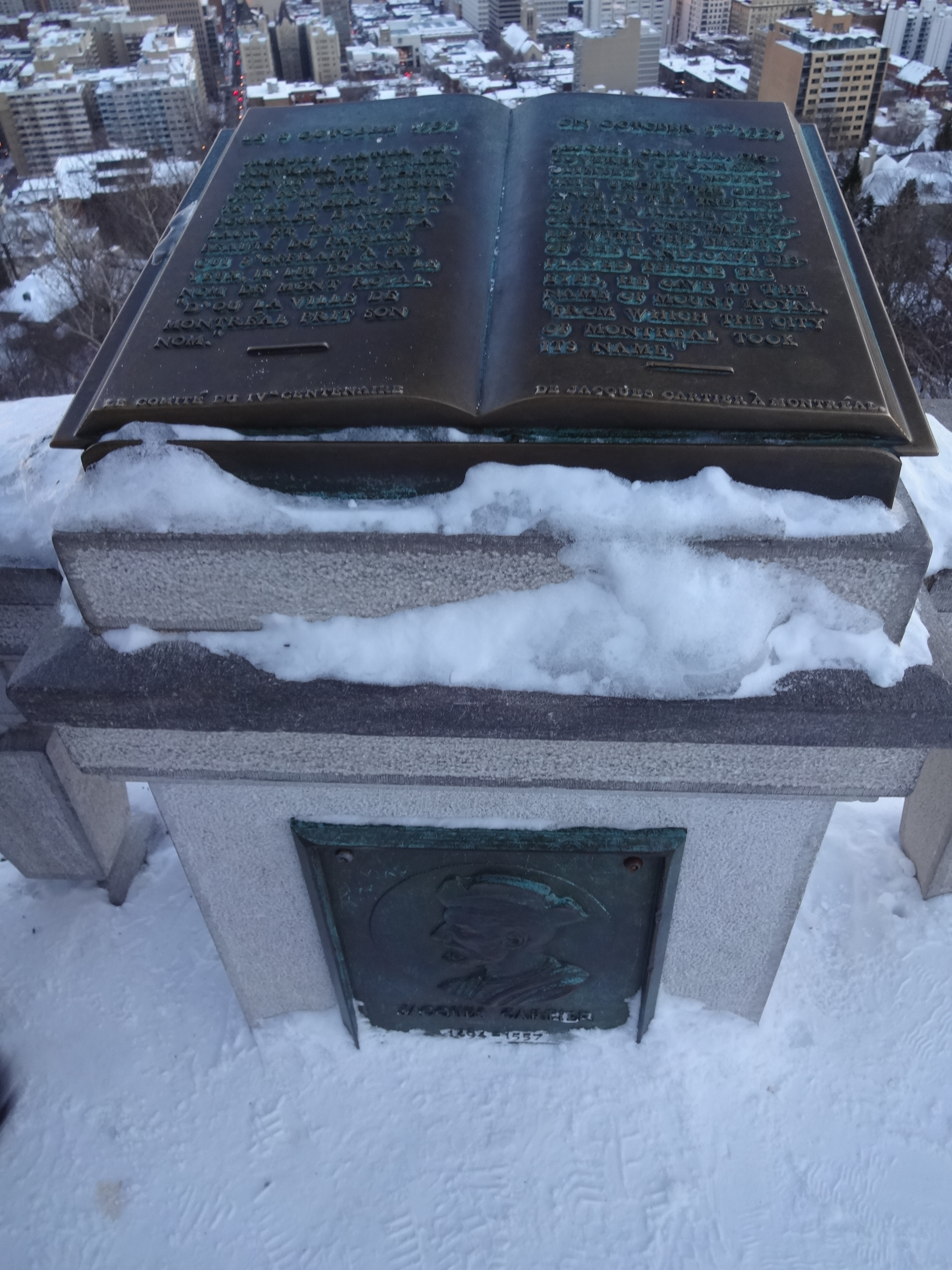
Monument à Montréal.

#### Œuvres en ligne
- Alfred Ramé et Henri Michelant (Note sur le manoir de Jacques Cartier et Documents inédits sur Canada. Voiage de Jacques Cartier (ms. no. 5, portefeuille LVII de Fontette, Bibliothèque nationale, Paris) Appendice: Abrégé des voiages, découvertes et habitacions faits en l'Amérique Septentrionnale, par les François et ensuite celles faites par les Anglois.--Note sur le manoir de Jacques Cartier, par M.A. Ramé.--Documents inédits sur le Canada, communiqués par M.A. Ramé. 2.sér), Relation originale du voyage de Jacques Cartier au Canada en 1534 : documents inédits sur Jacques Cartier et le Canada (nouvelle série) par.  Cartier, Jacques, 1491-1557, Paris, Tross, 1867 (présentation en ligne, lire en ligne).
- Manuscrit de la relation du second voyage de Cartier — en ligne sur Europeana.
- Bref récit et succincte narration de la navigation faite en 1535 et 1536 par le capitaine Jacques Cartier aux îles de Canada, Hochelaga, Saguenay et autres (Second voyage, édition de 1863) — en ligne sur Europeana (avec en annexe le premier glossaire sur les langues amérindiennes au Canada).
- Jacques Cartier, BRIEF RECIT, & succincte narration, de la navigation faicte es ysles de Canada, Hochelage & Saguenay & autres : avec particulieres meurs, langaige, et cerimonies des habitans d’icelles : fort delectable à veoir., 1545 (lire sur Wikisource).

#### Œuvres imprimées (en ordre chronologique inverse)
- Jacques Cartier, Voyages au Canada (avec les relations des voyages en Amérique de Gonneville, Verrazano et Roberval, François Maspero, FM/La Découverte (collection de poche) no 35, Paris, 1981  (ISBN 2-7071-1227-5).
- (en) Henry Percival Biggar (traduction et édition), The Voyages of Jacques Cartier, Public Archives of Canada, no 11, Ottawa, 1924.

## Citations  au sujet de Cartier
- « On lui attribue habituellement la découverte du Canada, désignant par là la mince région du Québec à laquelle il donne le nom de Canada durant son expédition de 1535. Il est le premier explorateur du golfe du Saint-Laurent et certainement le premier à tracer la cartographie du fleuve Saint-Laurent, dont la découverte, en 1535, a permis à la France d'occuper l'arrière-pays de l'Amérique du Nord. » — Marcel Trudel[52].
- « Même si ses explorations n’ont pas l’envergure des travaux de Hernando de Soto ou de certains explorateurs sud-américains, Cartier figure parmi les grands noms du XVIe siècle. Il est le premier à faire un relevé des côtes du golfe du Saint-Laurent, à décrire la vie des Indiens du Nord-Est de l'Amérique du Nord, et, c’est bien là son plus grand mérite, il découvre en 1535 le fleuve Saint-Laurent qui sera l’axe de l’empire français d’Amérique, la route essentielle par laquelle les explorateurs s’élanceront vers la baie d'Hudson, vers l’horizon mystérieux de la mer de l’Ouest et vers le Mississippi. Découvreur d’un des grands fleuves du monde, Cartier est au point de départ de l’occupation par la France des trois quarts d’un continent. » — Marcel Trudel[53].
- « Jacques Cartier a posé les bases de la littérature française d’Amérique avec ses récits de voyage, que l’on considère comme l’origine de notre corpus. C’est par lui que l’exotisme du continent entre dans la littérature française, celle de Rabelais, de Chateaubriand et de Bernardin de Saint-Pierre. » — Fabien Deglise citant Michel Laurin[54].

## Hommages

### Musée Jacques Cartier de Saint-Malo
Son manoir de Limoëlou à Saint-Malo (Ille-et-Vilaine), où il a vécu de 1541 à sa mort (1557), seul héritage subsistant de l'explorateur, est devenu un « musée Jacques Cartier » inauguré en 1984.

### Toponymie
Près de 150 lieux ou établissements dans le monde portent son nom, notamment :

#### En France
- à Rennes (Ille-et-Vilaine), un boulevard et une station de la ligne A du métro ;
- à Saint-Malo, un lycée public ;
- à Nantes (Loire-Atlantique), une rue, ainsi qu'à Saint-Herblain (Loire-Atlantique), à Brest (Finistère), à Vannes (Morbihan), à Paris (18e) ; à Cherbourg (Manche), aux Sables-d'Olonne (Vendée), etc. ;
- à Massy (Essonne) un hôpital (l'Institut hospitalier Jacques-Cartier) ;
- à Cholet (Maine-et-Loire), une rue située dans un des plus anciens quartiers quartiers de la ville, le quartier du Livet[56] ;
- à Saint-Pierre (Saint-Pierre-et-Miquelon), une rue[57].
- à Mandelieu (Alpes-Maritimes), une allée.

#### Au Canada
- à Montréal (province de Québec), un pont et une place
- près de la ville de Québec, la rivière Jacques-Cartier, ainsi que le parc national de la (rivière) Jacques-Cartier ;
- à Sherbrooke, Jacques-Cartier a donné son nom à l’un des 6 arrondissements de la ville étudiante.

### Hommages divers (timbres, rose, etc.)
En juillet 1934, l'administration des Postes françaises a émis deux timbres « Jacques Cartier » (0,75 et 1,50 franc) commémorant la découverte du golfe du Saint-Laurent en 1534.
Un cultivar de rosier de Portland, aux fleurs roses délicates[réf. nécessaire] a été appelé rose Jacques Cartier (1868).
Le chanteur québécois Robert Charlebois a écrit une chanson Cartier (Jacques) (1976), puis publié un album Cartier (l'opérock) (1992).

### Statues

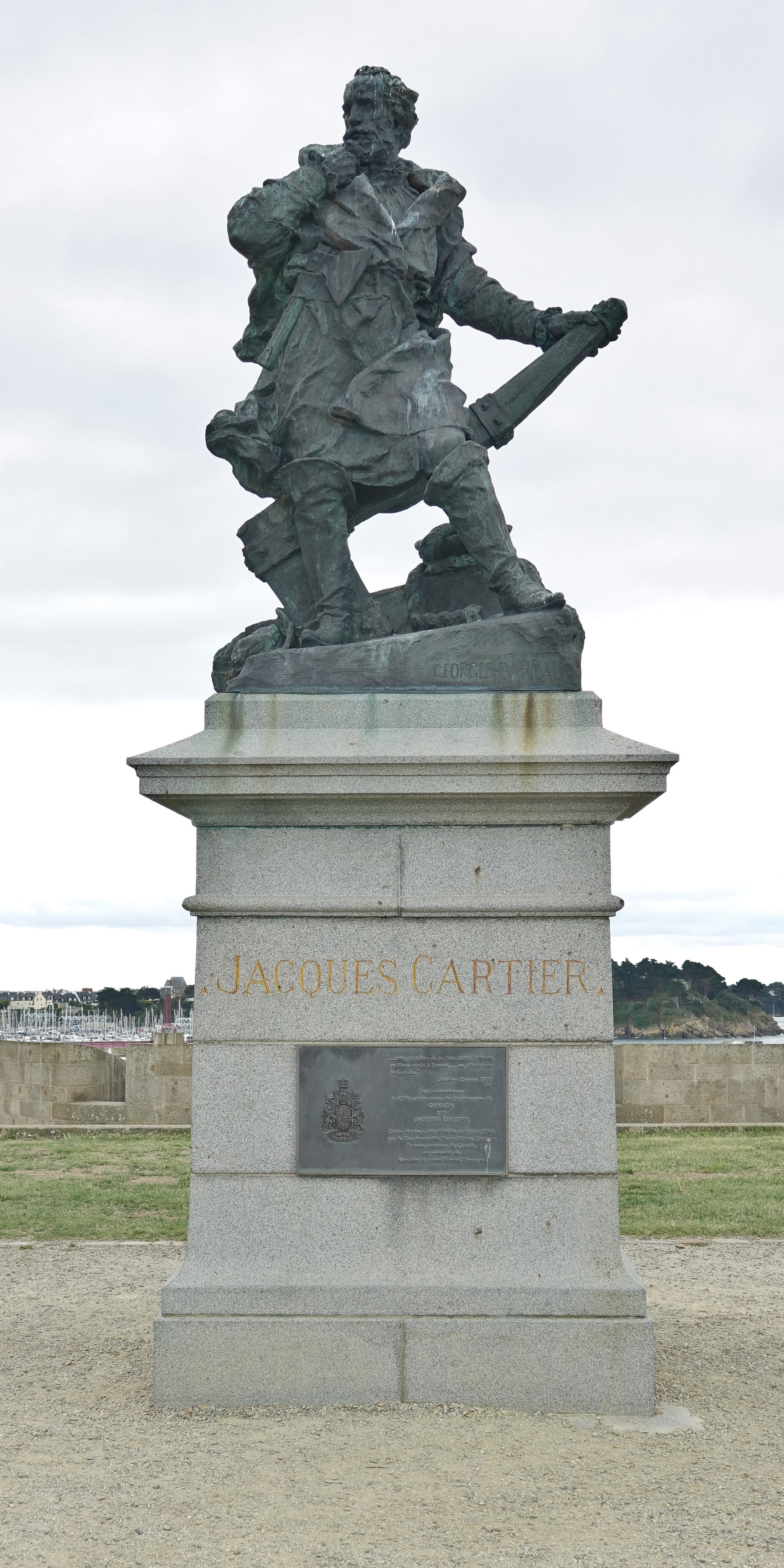
Monument à Jacques Cartier sur les remparts de Saint-Malo. œuvre du sculpteur Georges Bareau

Un buste de Jacques Cartier se trouve dans le jardin de la Nouvelle-France à Paris (8e arrondissement), anciennement jardin de la Vallée-Suisse.
Une statue en pied de Cartier par Georges Bareau se trouve à Saint-Malo, sur le bastion de la Hollande. Elle a été inaugurée le 23 juillet 1905 par René Brice, président du conseil général, en présence d’une délégation canadienne officielle.

### Galerie

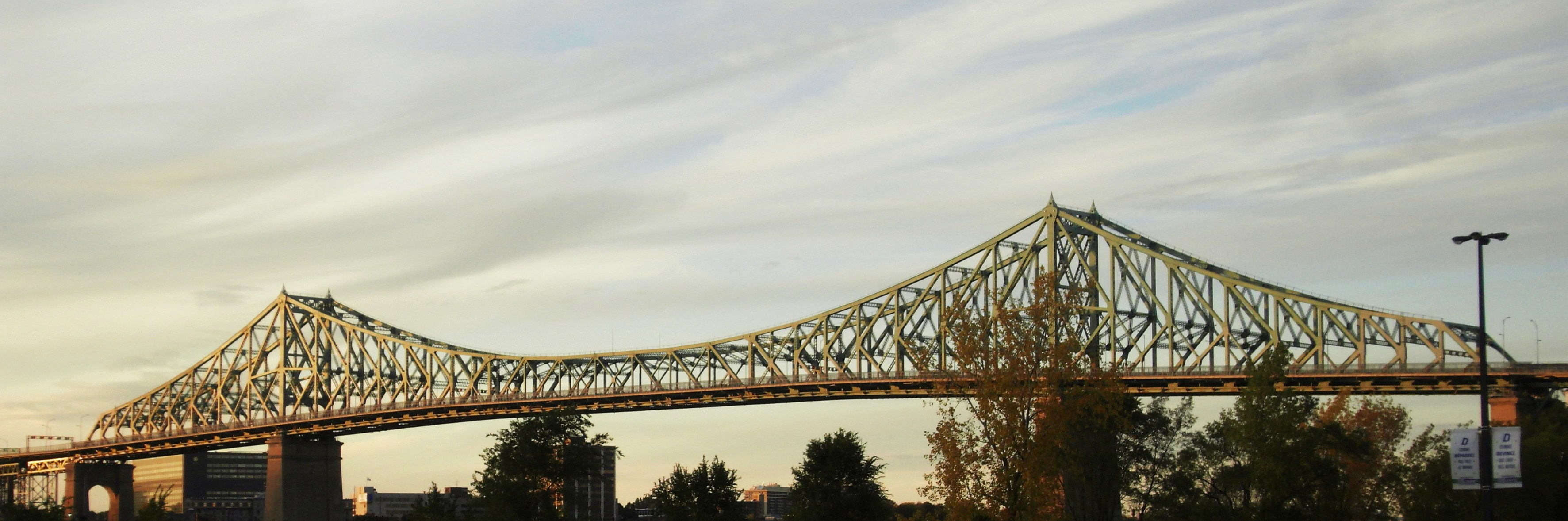
Le pont Jacques Cartier relie Montréal à Longueuil (Canada).

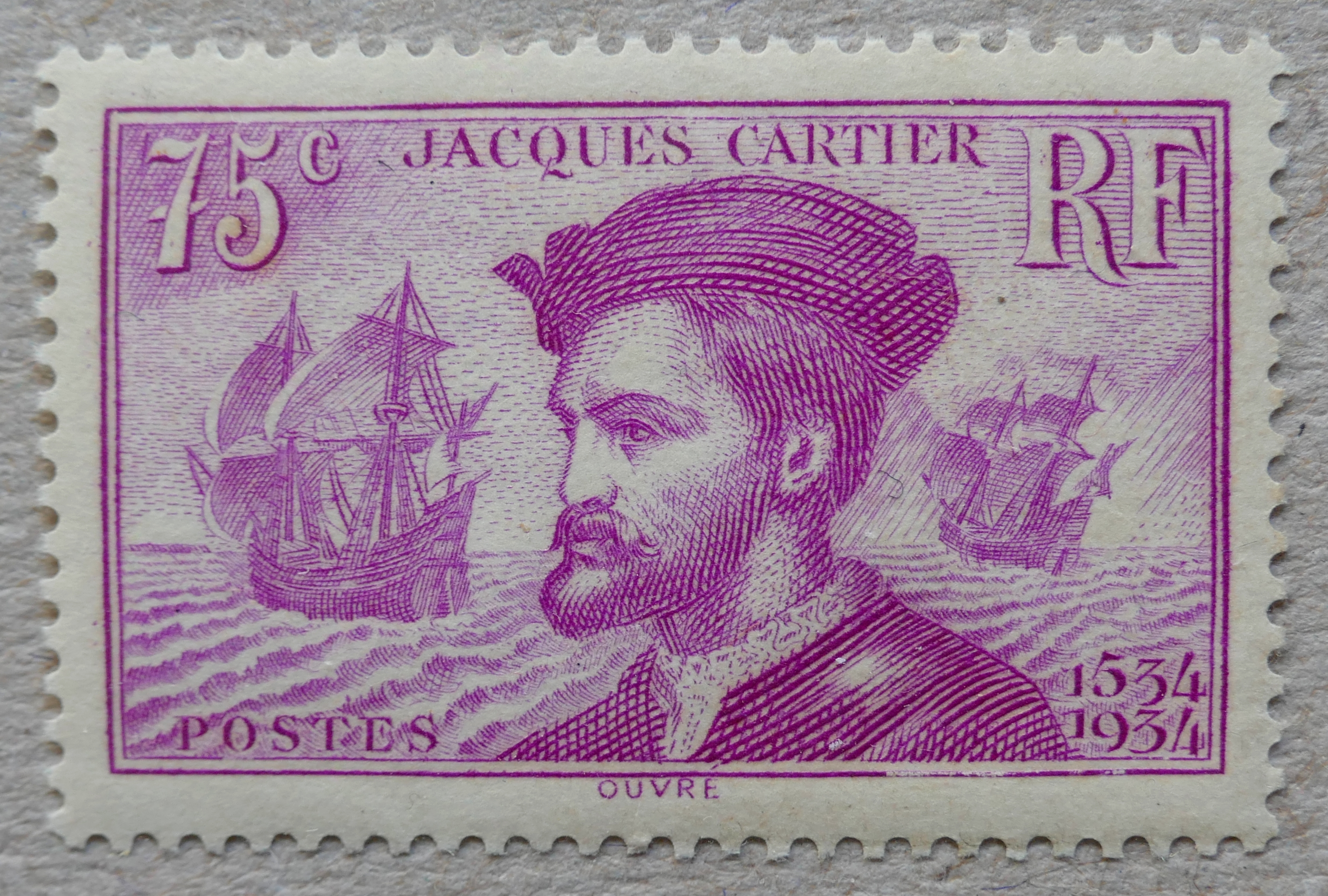
Timbre français émis en 1934.
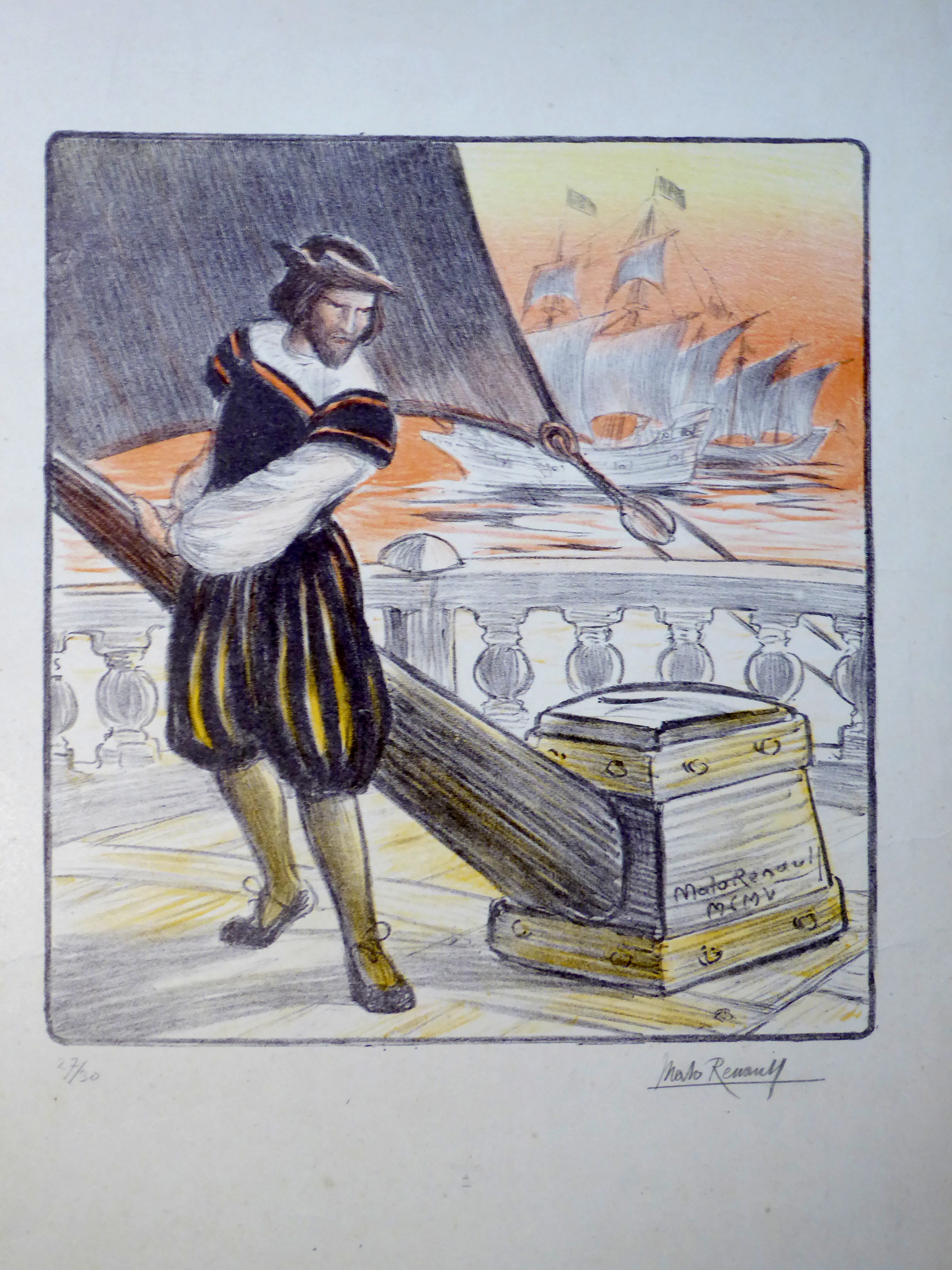
Affiche préparatoire (1905) pour le gala au casino de Saint-Malo pour l'inauguration de la statue de Jacques Cartier.
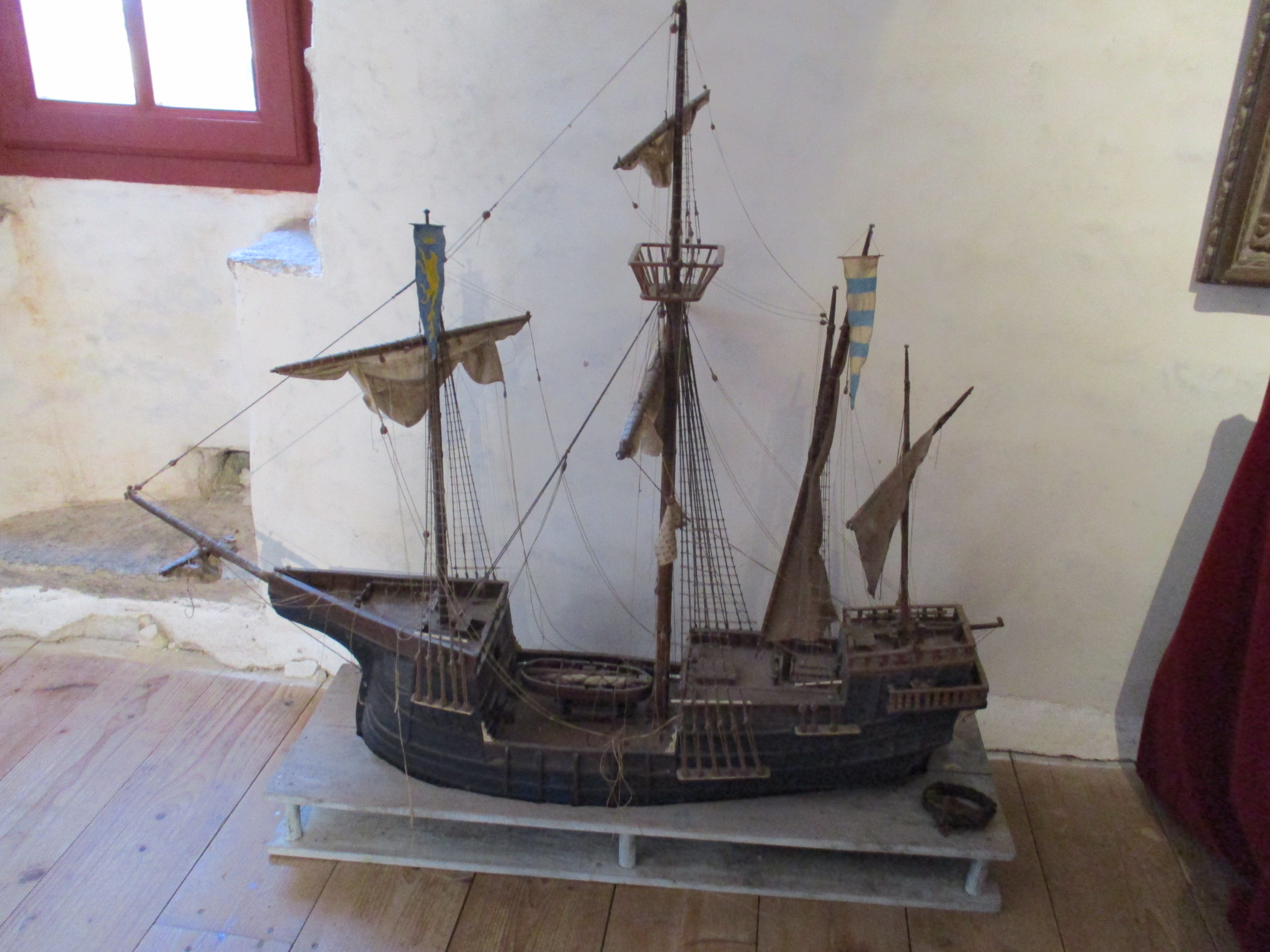
Modèle réduit d'un des navires de Jacques Cartier, de son musée-manoir de Limoëlou de Saint-Malo en Bretagne.
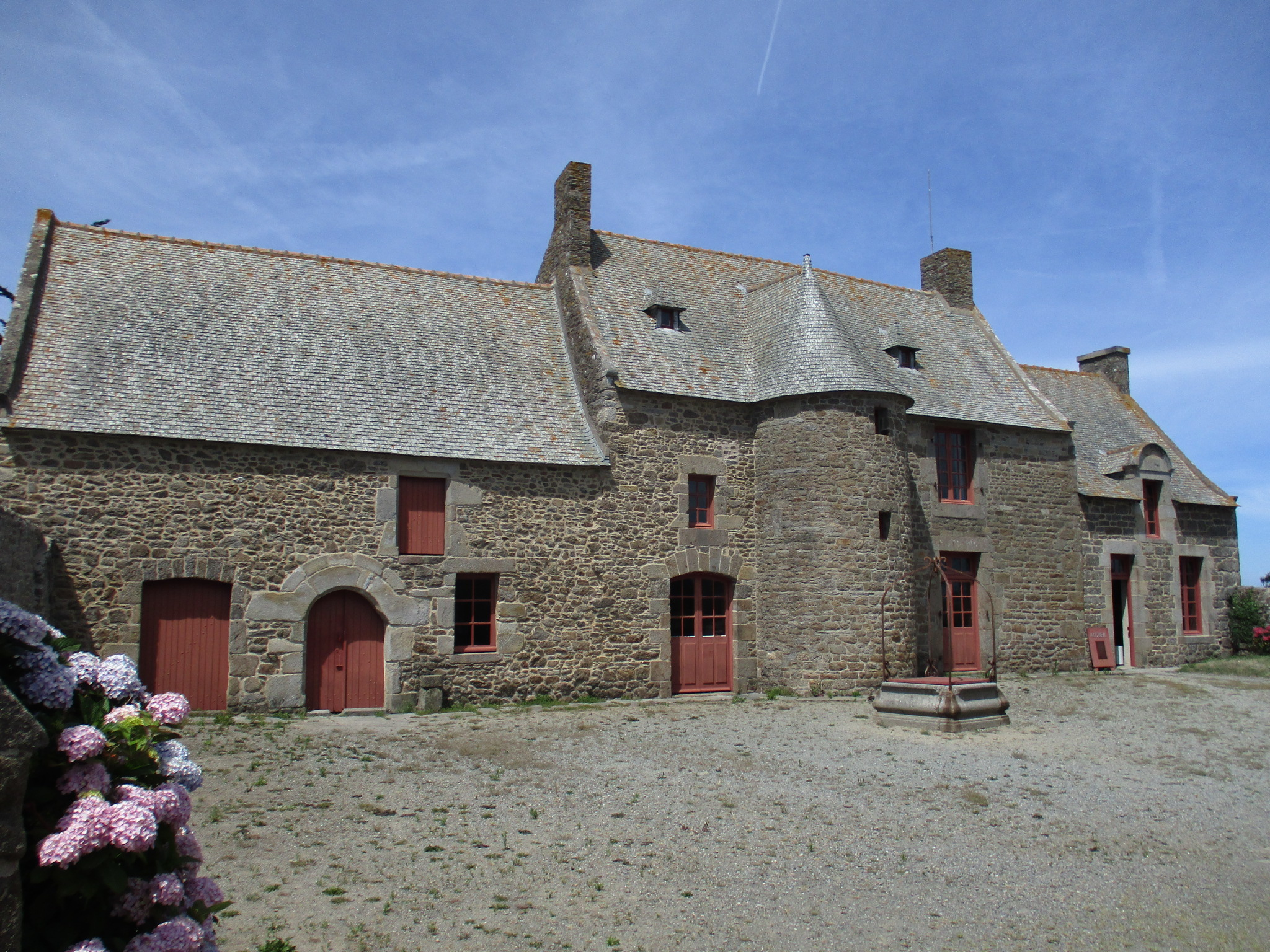
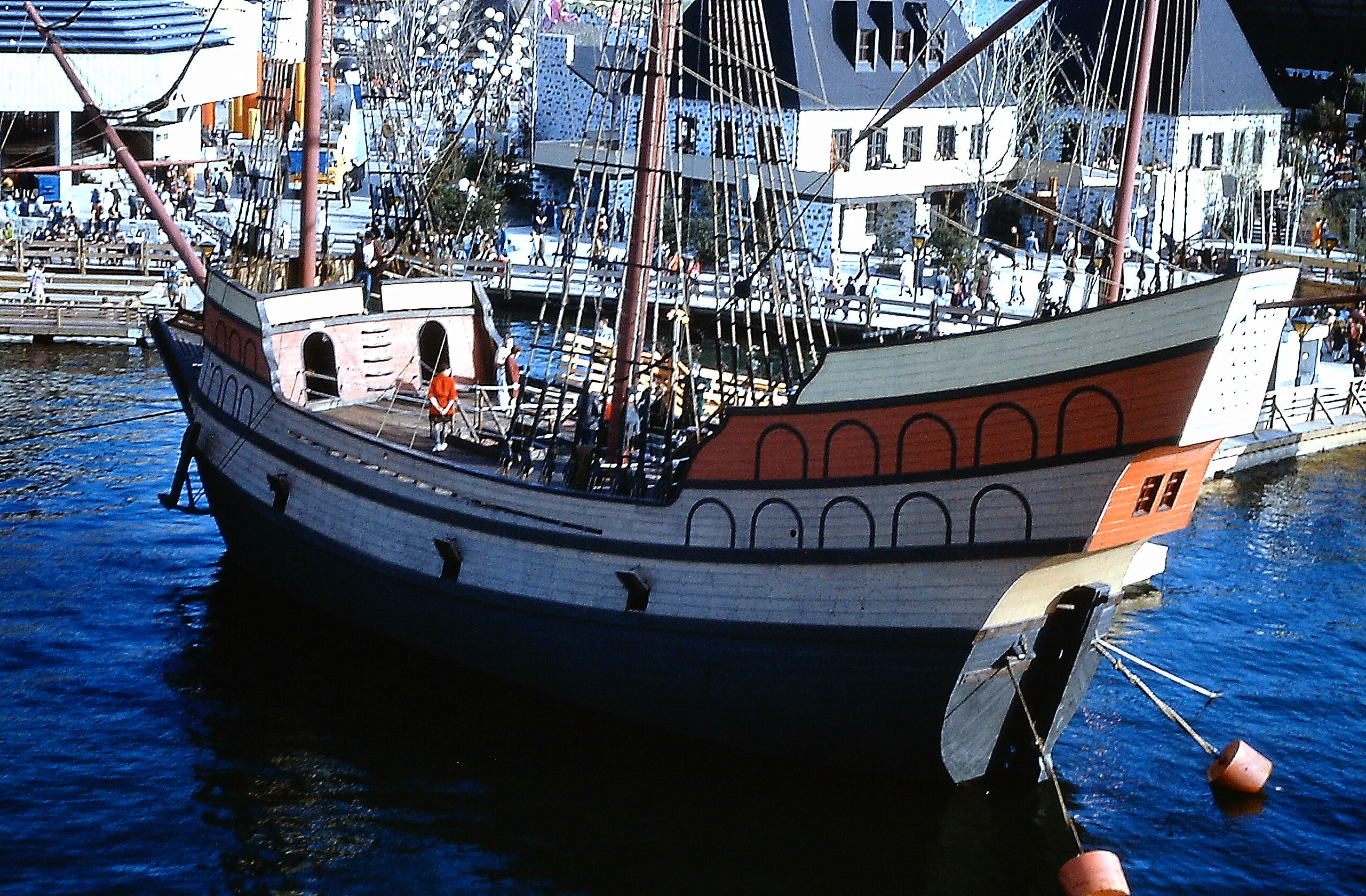
Réplique de la Grande Hermine de 1535, de l'Exposition universelle de 1967 de Montréal.
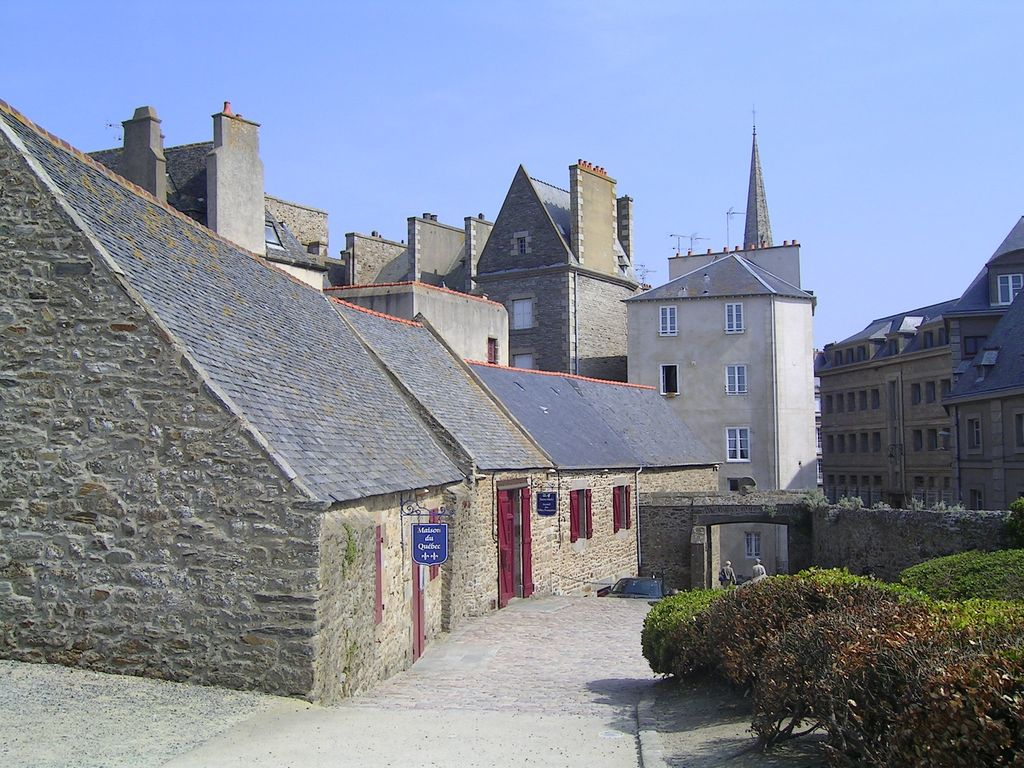
Maison du Québec à Saint-Malo près des remparts

#### Documents
- Le chantier archéologique Cartier-Roberval
- Jacques Cartier, Relations - édition critique par Michel Bideaux, collection Bibliothèque du Nouveau Monde, Montréal, Les Presses de l'Université de Montréal (1986), réédité en 1999  (ISBN 2-7606-0750X).
- (en) Henry Percival Biggar, A Collection of Documents Relating to Jacques Cartier and the Sieur de Roberval (1930).
- « Jacques Cartier à la découverte du Canada », Documents pour l'histoire de Saint-Malo, Archives municipales de Saint-Malo, Dossier no 1, 1984.

#### Livres et dictionnaires d'histoire maritime
- Étienne Taillemite, Marins français à la découverte du monde : de Jacques Cartier à Dumont d'Urville, 1999, 725 p.  (ISBN 2-213-60114-3).
- Étienne Taillemite, Dictionnaire des marins français (nouvelle édition revue et augmentée), Paris, éditions Tallandier, 2002, 573 p. (ISBN 2-84734-008-4).
- Michel Vergé-Franceschi (dir.), Dictionnaire d'Histoire maritime, Paris, éditions Robert Laffont, coll. « Bouquins », 2002, 1508 p. (ISBN 2-221-08751-8 et 2-221-09744-0).
- Léon Guérin, Les navigateurs français : histoire des navigations, découvertes et colonisations françaises, Paris, Belin-Leprieur et Morizot, 1846 (lire en ligne), chapitre : Jacques Cartier, maître pilote et capitaine général des vaisseaux aux expéditions des Terres-Neuves.

#### Notices biographiques
- Louis Le Jeune, « Jacques Cartier », Dictionnaire général de biographie…, Université d'Ottawa, 1931
- Marcel Trudel, « Jacques Cartier » dans Dictionnaire biographique du Canada, Université Laval/Université de Toronto, 2003–..

#### Ouvrages sur Cartier et son époque
- Fernand Braudel (dir.) et Michel Mollat du Jourdin (dir.), Le monde de Jacques Cartier : l'aventure au XVIe siècle, Montréal / Paris, Libre Expression / Berger-Levrault, 1984, 316 p. (ISBN 2-89111-179-6 et 2-7013-0568-3, présentation en ligne).
- Bernard Allaire, La rumeur dorée : Roberval et l'Amérique, Montréal, Les Éditions La Presse / Commission de la capitale nationale du Québec, coll. « Bibliothèque de la Capitale nationale », 2013, 159 p. (ISBN 9782897051570 et 2897051574, présentation en ligne).
- Actes du colloque Jacques Cartier : histoire, textes, images, Montréal, Société historique de Montréal, 1985 (16, 17, 18 mai 1985), 377 p. [Notice BNF 35250508].
- Samson, Gilles et Richard, Fiset, Le premier chapitre de l'histoire du Québec. Le site Cartier-Roberval. Un trésor archéologique, Les Éditions Crescendo!, 2023.

#### Articles et chapitres d'ouvrages
- Fabien Deglise, « La littérature québécoise sur le fil du temps : Michel Laurin propose un voyage dans les écrits qui ont forgé l’identité d’un peuple », Le Devoir,‎ 19 août 2017 (lire en ligne).
- Janick Auberger, « L’humanisme selon Ctésias et Jacques Cartier », Études françaises, vol. 30, no 3,‎ hiver 1994, p. 133-147 (lire en ligne)
- Jean-Marc Soyez, « L’Amérique à portée de voile », Quand l'Amérique s'appelait Nouvelle-France (1608-1760), Paris, Fayard, 1981, p. 15-46 (lire en ligne).
- Marie-Christine Gomez-Géraud, « Le procès d’une relation coupable. De quelques interprétations des récits de Jacques Cartier », Études françaises, volume 22, numéro 2, automne 1986, p. 63–72 (lire en ligne).

- (en) Alan Gordon (2010, présélectionné au Prix du Canada en sciences sociales, Fédération canadienne des sciences humaines et sociales), The Hero and the Historians : Historiography and the Uses of Jacques Cartier, British Colombia, Canada, UBC Press, juillet 2010, 248 p. (ISBN 978-0-7748-1742-4, 9780774817417 et 9780774817431, présentation en ligne, lire en ligne)

#### Bases de données et dictionnaires
- Ressources relatives à la recherche :   - Bibliothèque interuniversitaire de santé
  - Isidore
- Ressource relative à plusieurs domaines :   - Répertoire du patrimoine culturel du Québec
- Ressource relative à la santé :   - Bibliothèque interuniversitaire de santé
- Ressource relative à la musique :   - Muziekweb
- Notices dans des dictionnaires ou encyclopédies généralistes :   - Britannica
  - Brockhaus
  - Den Store Danske Encyklopædi
  - Dictionnaire biographique du Canada
  - Dizionario di Storia
  - Enciclopedia italiana
  - L'Encyclopédie canadienne
  - Gran Enciclopèdia Catalana
  - Hrvatska Enciklopedija
  - Internetowa encyklopedia PWN
  - Larousse
  - Nationalencyklopedin
  - Proleksis enciklopedija
  - Store norske leksikon
  - Treccani
  - Universalis
  - Visuotinė lietuvių enciklopedija
- Notices d'autorité :   - VIAF
  - ISNI
  - BnF (données)
  - IdRef
  - LCCN
  - GND
  - CiNii
  - Espagne
  - Belgique
  - Pays-Bas
  - Pologne
  - Israël
  - NUKAT
  - Vatican
  - Canada
  - Norvège
  - Croatie
  - Tchéquie
  - WorldCat